# Kloster Neustift

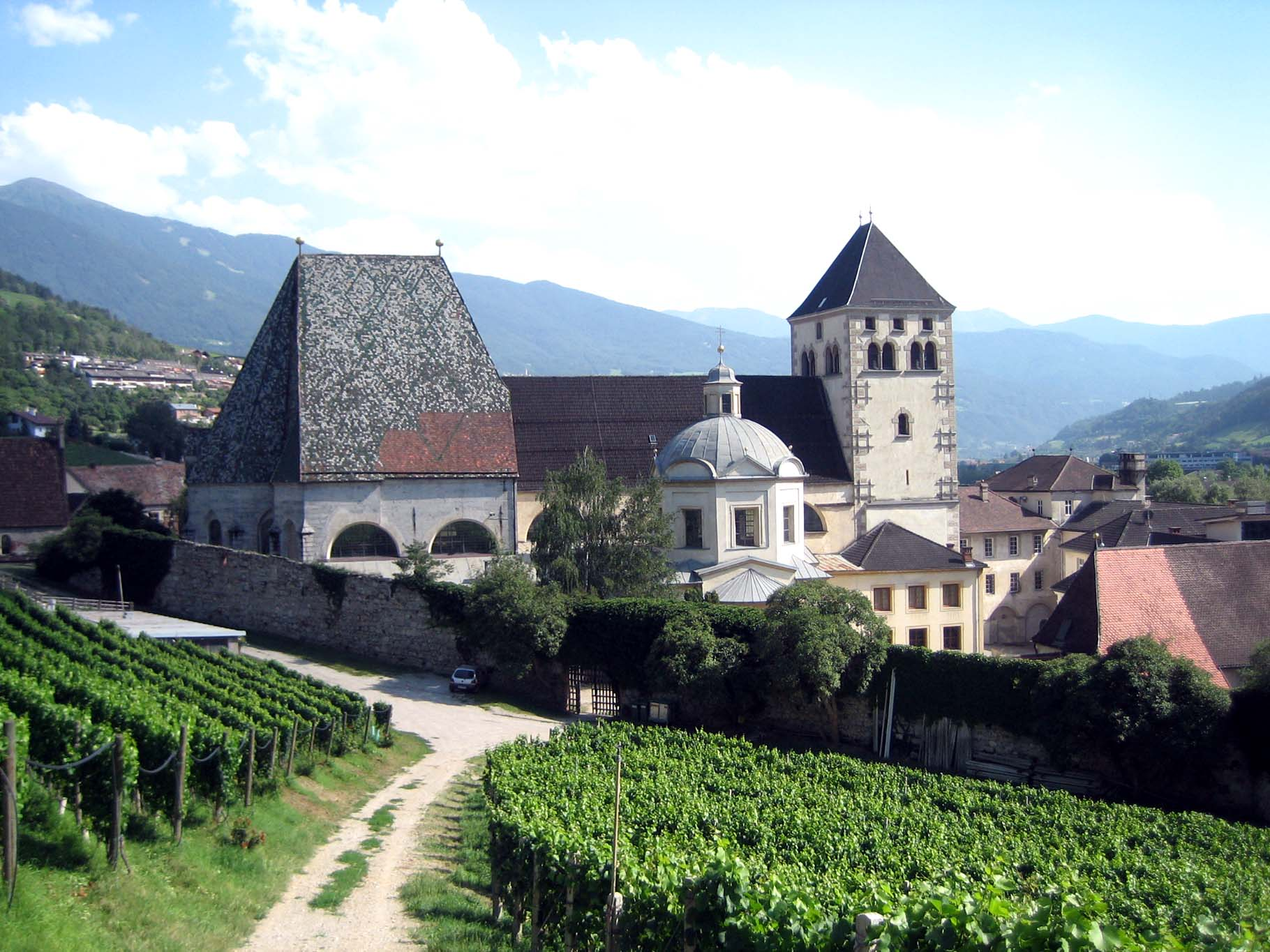
Stift Neustift von Norden

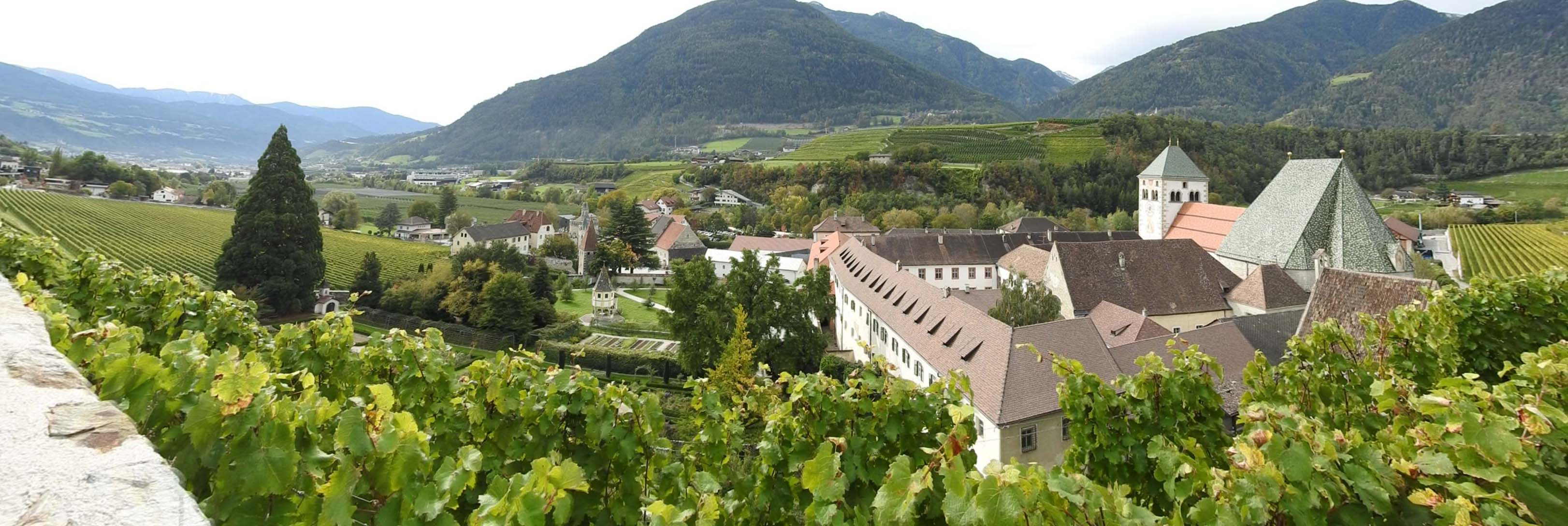
Kloster Neustift von Osten

Das Kloster Neustift (auch Stift Neustift) ist ein Stift der Kongregation der österreichischen Augustiner-Chorherren in Neustift (Gemeinde Vahrn bei Brixen in Südtirol, Italien).

## Geschichte

### Die Gründung

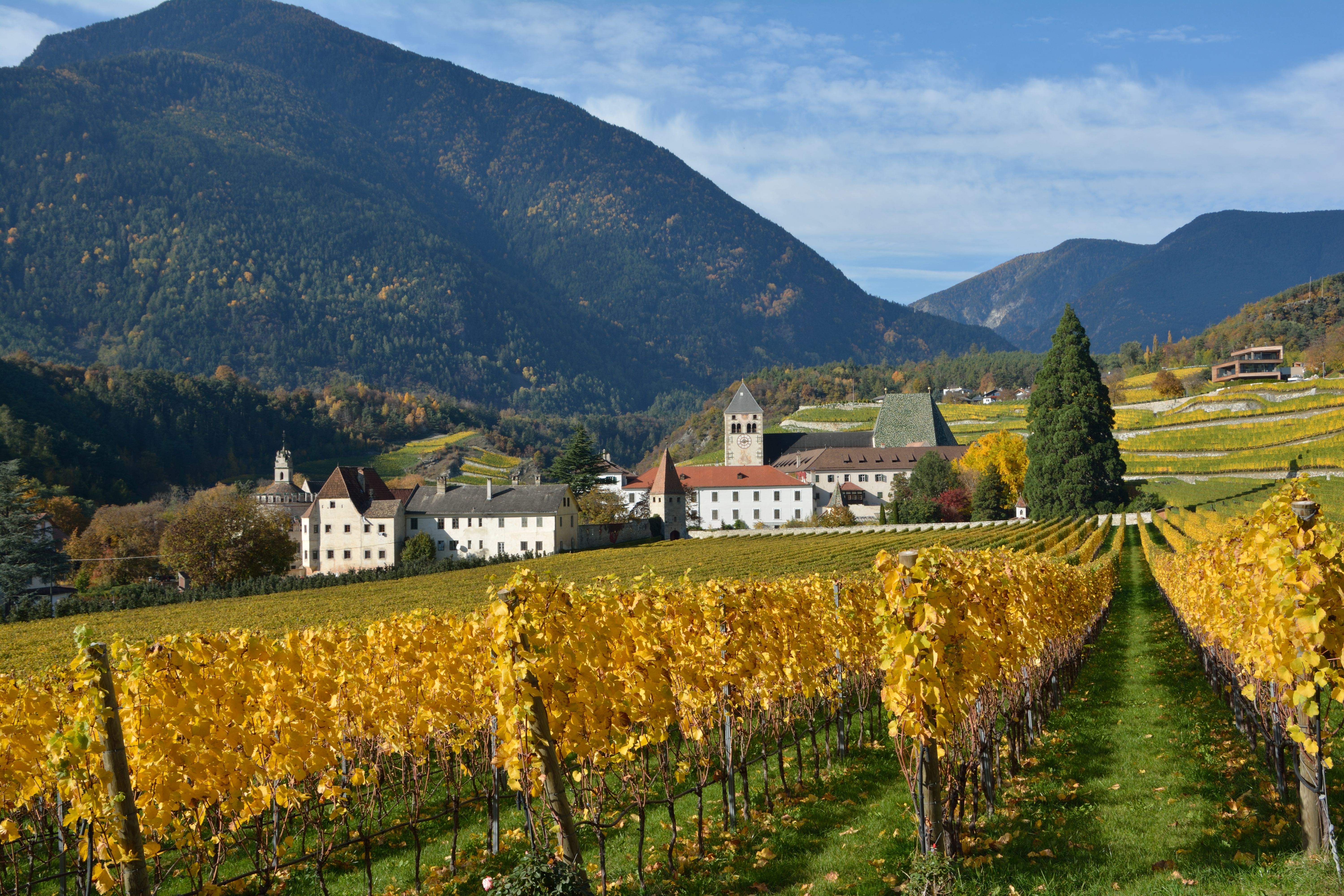
Gesamtansicht des Stifts Neustift von Süden

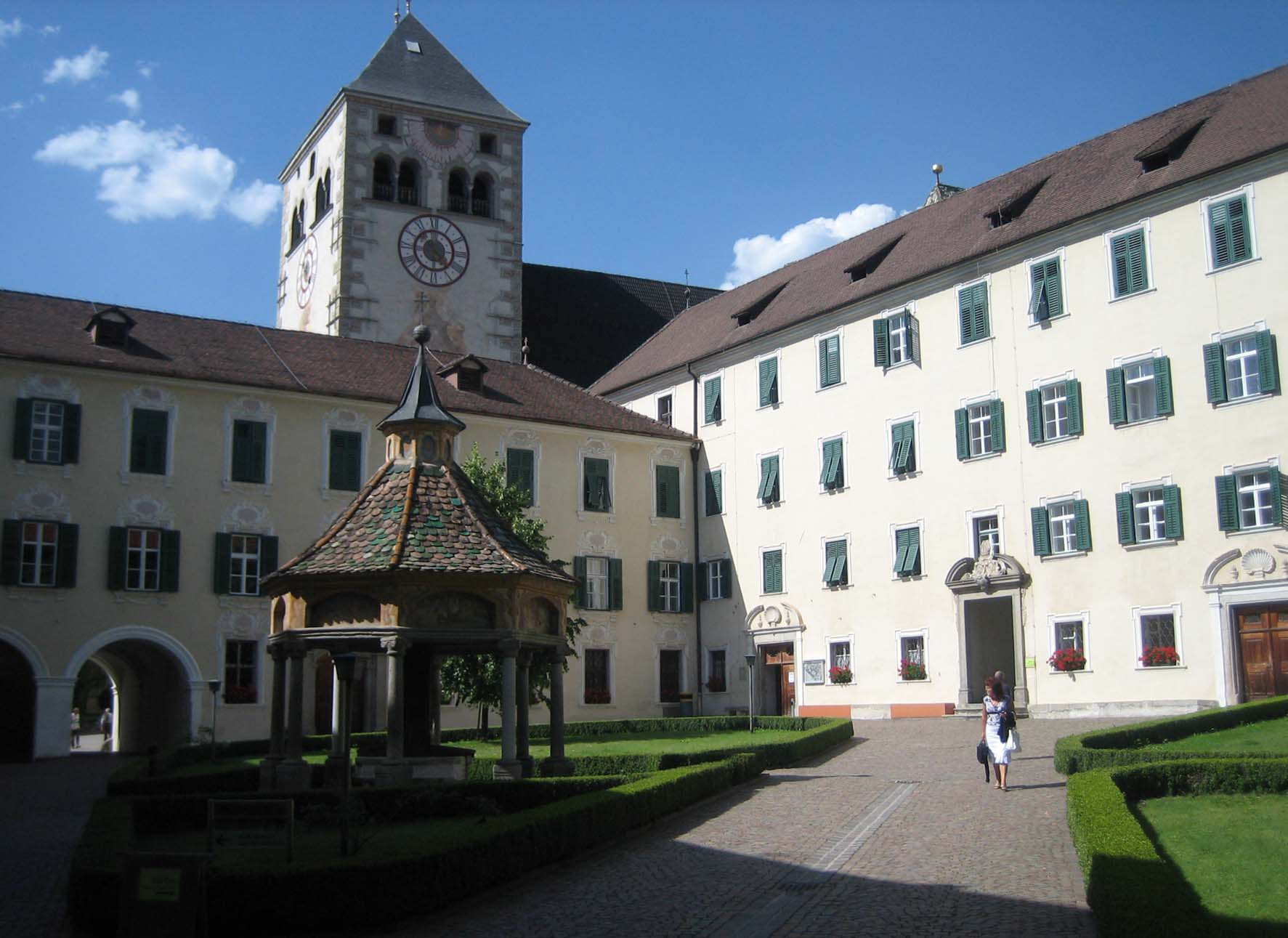
Stiftshof mit Brunnenhaus und Kirche

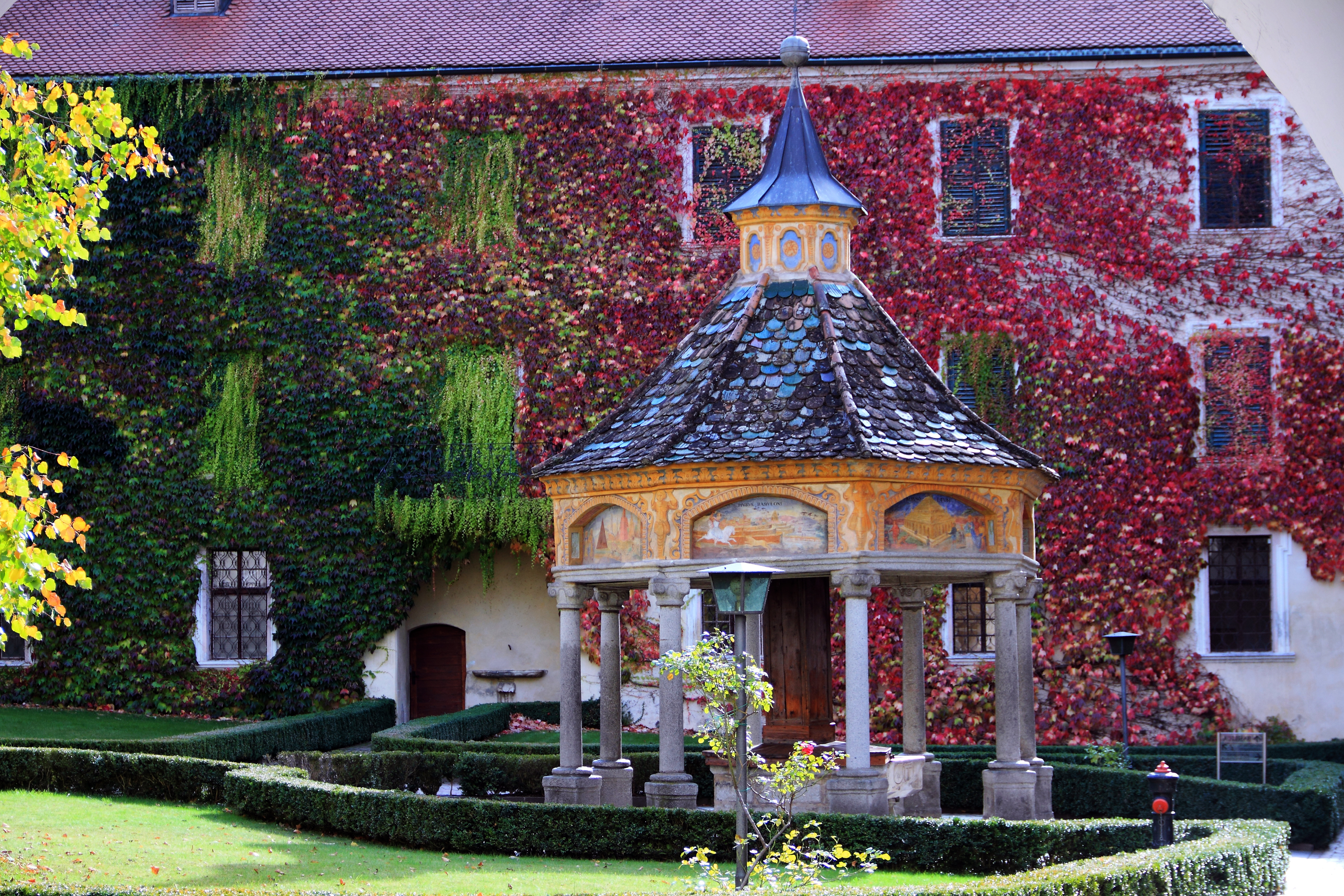
Brunnen der Wunder im Stiftshof

Die Vorgeschichte der Gründung von Neustift beginnt im Jahr 1140. In diesem Jahr wurde Hartmann, der Propst des Klosters Klosterneuburg bei Wien, vom Salzburger Erzbischof Konrad I. als Nachfolger von Bischof Reginbert zum Bischof von Brixen bestimmt. Zunächst dürfte die Tatsache, dass Hartmann sein bisheriges Leben zu einem großen Teil in regulierten Gemeinschaften verbracht hatte, stark zu seinem Wunsch zur Gründung eines Männerklosters oder -stifts in der Umgebung Brixens beigetragen haben, in das er sich zurückziehen konnte, „um Exerzitien zu machen“. In Brixen selbst wurde Hartmann vom Widerstand der Domherren daran gehindert, bei ihnen die Augustinusregel mit der Vita communis einzuführen. Möglicherweise als Ausgleich dazu gründete er 1142 – mit Unterstützung des Brixner Ministerialen und bischöflichen Burggrafen Reginbert von Säben, der die Gründungsausstattung mit seinem Besitz absicherte – das Neustifter Chorherrenstift, besetzte es mit Regularkanonikern und Konversen aus seinem Herkunftsstift Klosterneuburg und ordnete es damit in die bischöflich-kanonikale Reformpolitik der Kirchenmetropole Salzburg ein. In Tirol gab es zu dieser Zeit kein einziges Stift der Augustiner-Chorherren, was Hartmann durchaus als großer Mangel erscheinen musste.
Zudem war der Zustand der Diözese Brixen prekär, als sie von Hartmann übernommen wurde. Die Vorgänger Hartmanns waren immer wieder in die Streitigkeiten zwischen Papst und Kaiser verwickelt, und somit befand sich die Diözese oft ohne geistliche Leitung. Die Ausbildung des Klerus ließ sehr zu wünschen übrig. Auch die Seelsorge war stark heruntergekommen. Somit war die Gründung des Augustiner-Chorherrenstiftes Neustift sicher vor allem in einer Verbesserung von Ausbildung und Seelsorge im Speziellen und einer Aufwertung des kirchlichen Lebens in der Diözese im Allgemeinen begründet. Schon Hartmanns Vorgänger auf dem Brixner Bischofsstuhl, Reginbert, hatte versucht, die Reformen durch Klostergründungen zu fördern. So hatte dieser das Prämonstratenserstift Wilten bei Innsbruck und das Benediktinerstift St. Georgenberg bei Schwaz gegründet.
Erbaut wurde das Kloster 3 km nördlich von Brixen, unweit der Straße, die ins Pustertal führt, an einem damals noch unsicheren und rauen Ort, „in wilder Einsamkeit“ gelegen. Die Lage des Klosters am Nordende des Brixener Talkessels, „wo die Unwirtlichkeit des sich beliebig sein Bett schaffenden Eisackflusses alles andere als einladend schien“, am Schnittpunkt der wichtigen Nord-Süd-Verbindung über die Alpen und der Ost-West-Verkehrswege aus dem Pustertal, wurde nicht ohne Grund gewählt. Zum einen war das Stift weit genug von störenden Siedlungen entfernt, andererseits konnte an dieser Stelle die Hospitalitas Augustiniana, die Gastfreundschaft der Augustiner Chorherren, gut praktiziert werden. Neben dem Kloster wurde nämlich auch ein Hospital gegründet. Hier wurden Reisende, Pilger, Kranke und Arme betreut. Dieses wurde allerdings irgendwann zwischen 1463 und 1557 wieder aufgelassen. „In der Zeit um 1500 war die große mittelalterliche Pilgerbewegung bereits verklungen. So hatten auch das Hospiz und seine Kapelle in der Engelsburg den ersten Dienst erfüllt.“ Danach dienten die massiven Zellen im Untergeschoss als Kerkerzellen.
Ursprünglich war Neustift ein Doppelkloster. In den Quellen findet man öfters Hinweise auf Frauen im Kloster, allerdings nur bis ca. 1300.

### Stifter und Stiftungen

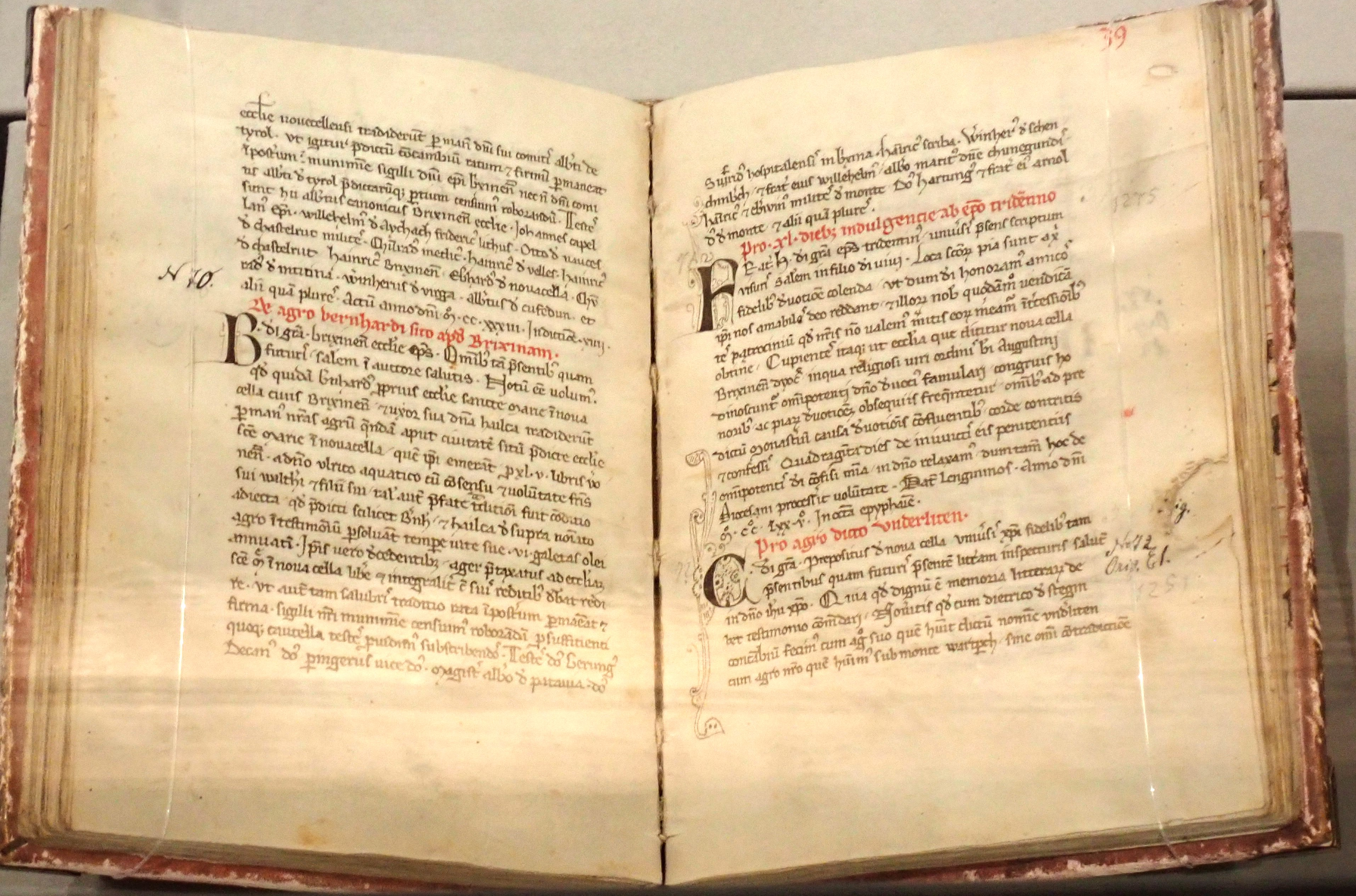
Liber Donationum: Besitzübertragungen an das Stift zwischen 1300 und 1350, Pergamenthandschrift

Der Hauptstifter Neustifts waren Reginbert von Säben und seine Frau Christina. Reginbert war Ministeriale des Hochstiftes Brixen und Säbener Burggraf. Möglicherweise war er mit den Herren von Rodank verwandt. Einerseits liegt nämlich der Bauplatz Neustifts auf Gebiet des Gerichts Rodeneck. Andererseits waren die Herren von Rodeneck-Schöneck großzügige Unterstützer des Stiftes.
Reginbert stiftete neben dem Bauplatz und dessen Umgebung auch Güter in der Nähe des Stiftes, in Pockhorn unter Heiligenblut im Mölltal, in Elvas, Schrambach, Lajen, Schalders, Welschnofen, Sieghardshofen (bei Augsburg?), Patsch bei Innsbruck, Vahrn, Bozen, Villanders, Tulfes bei Sterzing, Kolfuschg, Neunhäusern bei Olang, Trens, Tiers, Oberhofen bei Telfs im Oberinntal, Wörgl, Voragin, Dorfen und Mattenhofen. Die genaue Lage der drei letztgenannten Güter ist nicht bekannt. Sie liegen vermutlich in Bayern. Außerdem stiftete Reginbert noch Güter bei Baumburg in Bayern und auf dem Ritten sowie im Sarntal.
Im Traditionsbuch Neustifts, das die Stifter und Stiftungen aufführt, findet man auch einige Güter, die von Hartmann geschenkt wurden. Dieser war also nicht nur der Initiator des Stifts, sondern er trug auch selber zu dessen Ausstattung bei. Weitere Stifter waren unter anderem die Grafen von Görz und Tirol und die Herren von Rodank, in deren Herrschaftsbereich das Stift lag.
Im Jahre 1500 besaß das Stift eine beachtliche Menge an Gütern. Insgesamt waren es allein 542 Höfe. Zusätzlich zählten noch 49 Häuser, mindestens 25 Hofstätten, fünf Mühlen, mindestens 82 Weingärten, mindestens 58 Wiesen und 76 Äcker, mindestens 26 (Obst-)Gärten und 70 Zehnte zum Besitz des Stiftes.

### Rechtliche Stellung
Bischof Hartmann war von Anfang an darauf bedacht, die Bestätigung des Stiftes durch Papst und Kaiser zu erreichen. Am 9. April 1143 erlangte Neustift unter Propst Heinrich (I.) mit all seinen Besitzungen die kirchenrechtliche Bestätigung und Anerkennung durch Papst Innozenz II. und wurde als exemt erklärt. Neustift erhielt das Recht zur Bestattung von Außenstehenden und das Recht der freien Wahl von Propst und Vogt. Dass die freie Propstwahl nicht so einfach durchzusetzen war, zeigte sich schon 1164. Der Nachfolger Hartmanns auf dem Bischofsstuhl, Otto von Andechs, setzte sich gegen den Wunsch des verstorbenen Propstes Heinrich trotz freier Propstwahl durch. 1177 erhielt Neustift einen zweiten päpstlichen Schutz- und Bestätigungsbrief von Papst Alexander III. Darin findet sich eine Befreiung von öffentlichen Abgaben und eine gewisse rechtliche Immunität. Tatsächlich war Neustift zunächst noch der Gerichtsbarkeit des Vogtes unterstellt. Erst allmählich gelang es dem Kloster zumindest die Hofgerichtsbarkeit für die geschlossene Grundherrschaft in der Umgebung durchzusetzen.
Auch von kaiserlicher Seite wurde Neustift bestätigt. Kaiser Friedrich Barbarossa erließ auf Bitte Hartmanns auf dem Reichstag zu Bamberg 1157 eine Schutzurkunde für das Kloster. Auch Hartmann selbst bestätigte in einer Urkunde aus demselben Jahr Rechte und Besitz und übergab dem Stift zusätzlich die Pfarre Natz. Im Jahr 1177 wurden der kaiserliche Schutzbrief erneuert und die alten Rechte bestätigt, besonders der Besitz der Silberbergwerke von Villanders.
Im Jahre 1190 ereignete sich der erste große Stiftsbrand. Damals schon zeigte sich, dass das Stift rechtlich bereits einigermaßen gefestigt sein musste, denn Propst Konrad II. konnte schon bald den großzügigen Wiederaufbau veranlassen.
Die Rechte der Bischöfe von Brixen blieben bis zur Gründung der Kongregation der Österreichischen Chorherrenstifte im Jahr 1907 aufrecht. Ihnen stand das Recht zu, Visitationen abzuhalten, die Propstwahl zu leiten und den Vorsteher zu weihen. Bei der Propstwahl waren die Bischöfe und auch der Landesherr recht einflussreich. Tatsächlich wurden einige Pröpste auf Grund des bischöflichen Einflusses gewählt. Andererseits waren es auch die Brixener Bischöfe, die immer wieder durch Schenkungen die Stellung des Stiftes verbesserten und Neustifter Chorherren mit wichtigen Ämtern betrauten.
Als Vögte wählte Neustift, es war ja seit der Bestätigungsurkunde von 1143 zur freien Propstwahl berechtigt, die Grafen von Morit-Greifenstein, die auch Vögte des Hochstifts Brixen waren. Nach dem Aussterben des Geschlechts übernahmen die Andechser diese Funktion. Mit der Ächtung des Andechser Markgrafen Heinrich wurde Albert III. von Tirol Vogt des Hochstifts Brixen und damit auch jener von Neustift. Die Vogtei mit dem landesfürstlichen Schutz brachte auch eine gewisse Abhängigkeit. Die Landesfürsten waren Neustift aber durchwegs positiv gestimmt, was die zahlreichen Schenkungen bezeugen.
Durch die Auseinandersetzung zwischen Landesfürst und den Bischöfen von Brixen und Trient war auch Neustift in Mitleidenschaft gezogen worden. Als positive Folge brachte der Friedensschluss von 1271 Neustift die gerichtliche Freiung, die 1434 durch Kaiser Sigismund bestätigt wurde.

### Weitere Entwicklung
Mit der Eroberung Konstantinopels durch die Osmanen 1453, und insbesondere als die Türken 1474 vor Klagenfurt standen und 1476 erneut in Kärnten einfielen, nahmen die Befürchtungen in Neustift zu. Der Bericht des Stiftschronisten schreibt über die Türken:
… und nicht nur, dass sie alles Erreichbare verwüsteten und mit sich führten, sie verschleppten auch viele Christenmenschen aus diesen Ländern in die Sklaverei. Sie waren schon so nahe, dass die nächste Umgebung ihnen offenstand und auch unser Kloster bereits in höchster Gefahr war. Da trachtete unser fürsorglicher Propst nur mehr danach, ihrem plötzlichen Einfall ein Bollwerk entgegenzusetzen, um ihnen unsere Leute und deren Gut wenigstens nicht gleich überlassen zu müssen.
Baumaterial für die Türkenmauer war genug vorhanden, denn man war gerade mit dem Abbruch des gotischen Kirchenbaus beschäftigt. Ab 1483 ließ der neue Propst Lukas Härber aus Schwaben die Befestigung des Stiftes weiter ausbauen. In dieser Zeit erlangte auch die Engelsburg ihr jetziges Aussehen, als sie zur Wehrburg ausgebaut wurde.
Die Türkengefahr war nicht die einzige Bedrohung für das Stift. Anfang des 16. Jahrhunderts brach eine Viehseuche aus, 1520 gab es eine große Missernte, der Eisack verwüstete die Brücke und Teile des Wirtshauses und ein Brand vernichtete Teile der Wirtschaftsgebäude.
Der Bauernstand hatte am Ende des Mittelalters große Abgaben zu leisten, und seine Unzufriedenheit gegen Adel und Klerus war groß. Auch die Privilegien und der Wohlstand der Klöster riefen die Empörung der Bauern hervor. Schon 1520 konnte ein Aufstand der Bauern gerade noch verhindert werden. Der Aufstand im süd- und mitteldeutschen Raum 1524 griff dann auch auf Tirol über, wobei der Teil nördlich des Brenners kaum betroffen war. Michael Gaismair, der aus Tschöfs bei Sterzing stammende Sekretär des Bischofs von Brixen, wurde sehr schnell zur zentralen Person und zum Anführer. Der Aufstand richtete sich in Bozen gegen Juden, die Fugger und auch das Kloster Gries. Natürlich war auch das wohlhabende Neustift Ziel der aufständischen Bauern. Nach ergebnislosen Verhandlungen stürmten die Bauern das Kloster, das durch die Plünderungen stark geschädigt wurde.
Eine einschneidende Wende in der Geschichte Neustifts ergab sich durch Napoleons Eroberungszug, in dessen Folge Tirol 1805 mit dem Königreich Bayern verbunden wurde. Zwei Jahre davor waren die bayrischen Stifte säkularisiert worden, und 1807 traf es dann auch die Stifte Tirols. Nach dem Wiener Kongress wurde jedoch der Stiftsbetrieb 1816 wieder aufgenommen, doch zunächst zog nur eine kleine Gruppe Chorherren in ein geplündertes und heruntergekommenes Kloster. Erst gegen Mitte des 19. Jahrhunderts hatte sich das Stift wieder vollständig erholt.
Ab 1907, mit der Gründung der Österreichischen Chorherrenkongregation, erlangte Neustift die volle Exemtion, war also nicht mehr dem Bistum Brixen unterstellt.
Während des Ersten Weltkrieges wurden Teile des Stiftes vom Militär beschlagnahmt, in der Zeit des Nationalsozialismus wurde es noch schlimmer. Zunächst wurde Neustift nach dem Einmarsch der Deutschen als Versorgungslager genutzt. Zu Weihnachten kam es zu einem Akt des Ungehorsams, als der Priester und Krippenbauer Ferdinand Plattner vor ranghohen Nazis seinen Dissens dadurch kundtat, dass er eine Krippe als „arisch“ bezeichnete, aus der er alle Figuren bis auf Ochs und Esel entfernt hatte, weil sie jüdischer Abstammung waren. Einige italienischstämmige Chorherren mussten sogar fliehen. Im März 1945 verursachten dann alliierte Bomben massive Schäden am ganzen Stift, doch schon 1949 war es wieder weitgehend hergestellt.

## Das Kloster heute
Das Kloster Neustift führt heute ein Schülerheim, eine als Internat eingerichtete Außenstelle der Mittelschule „Oswald von Wolkenstein“ mit Hauptsitz in Brixen, eine Kellerei und ein Bildungshaus. Die Chorherren betreuen zahlreiche Pfarreien in Süd- und Osttirol. Außerdem gibt es im Stift einen Weinkeller, in dem der eigene Wein, besonders Weißwein, angeboten wird. Das Kloster betreibt mit rund 80 Mitarbeitenden heute neben dem Weinanbau Landwirtschaft in Girlan und Bozen sowie Alm- und Forstwirtschaft in Riol und Schalders.

## Stiftsgebäude

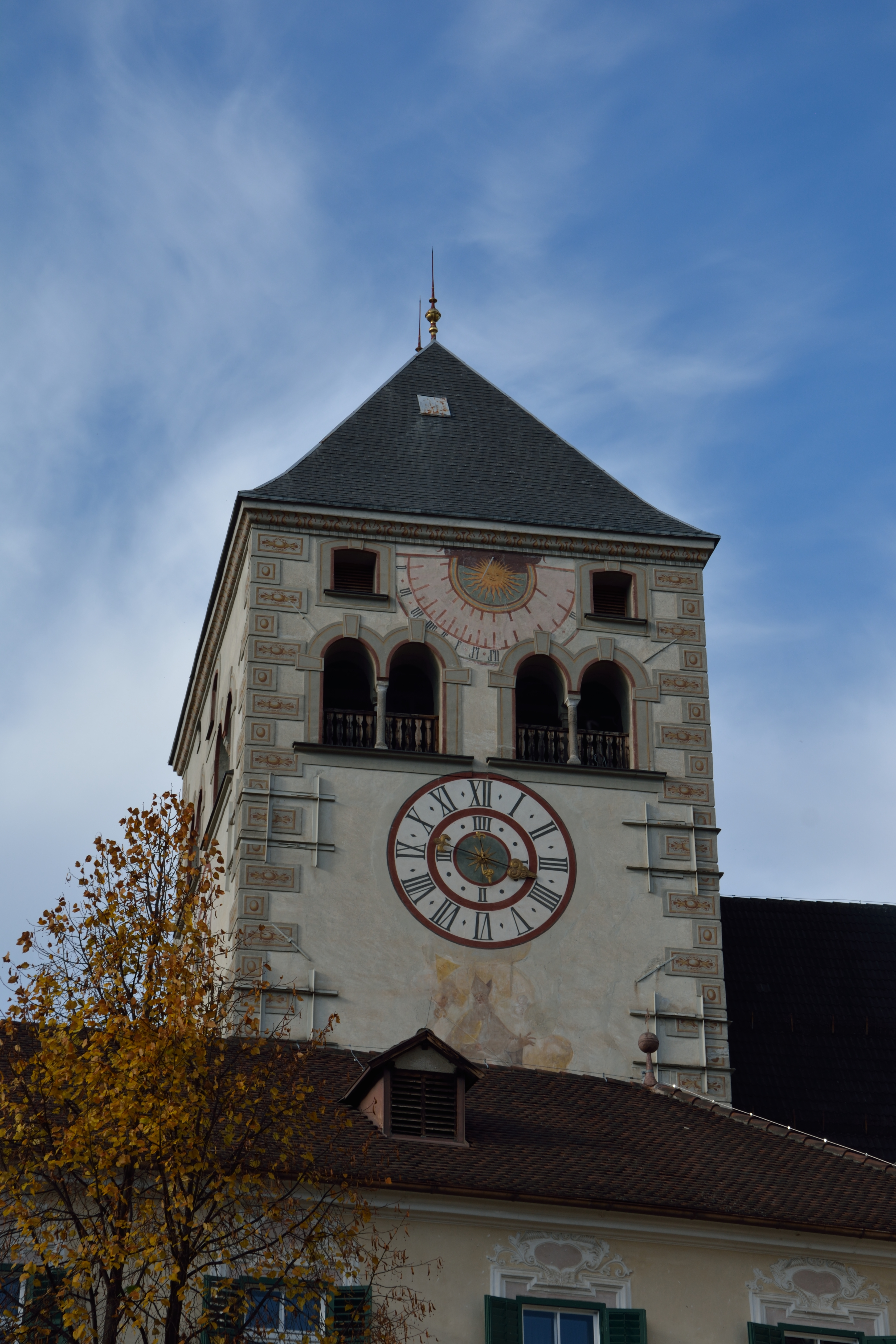
Turm der Stiftskirche

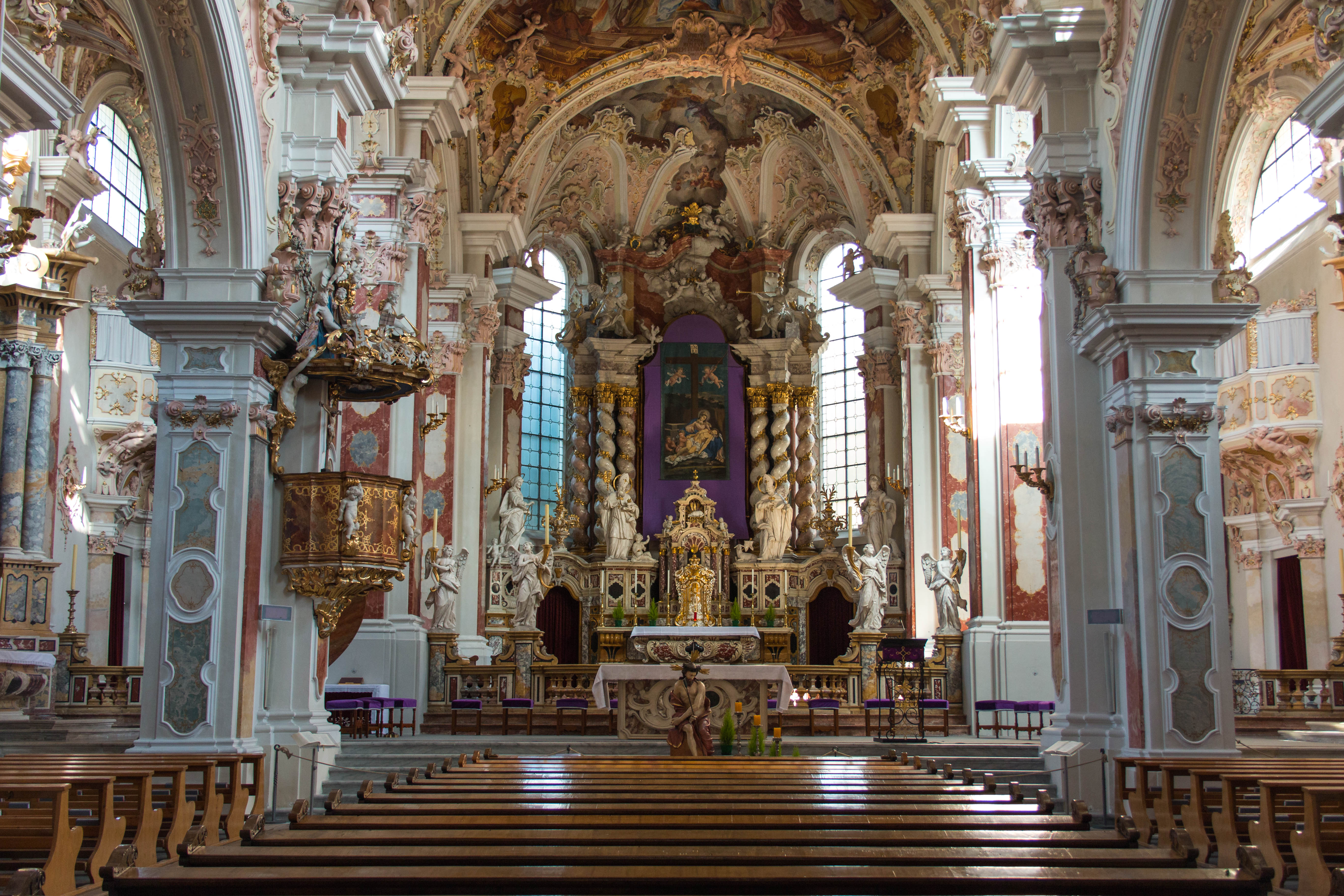
Altar der Kirche

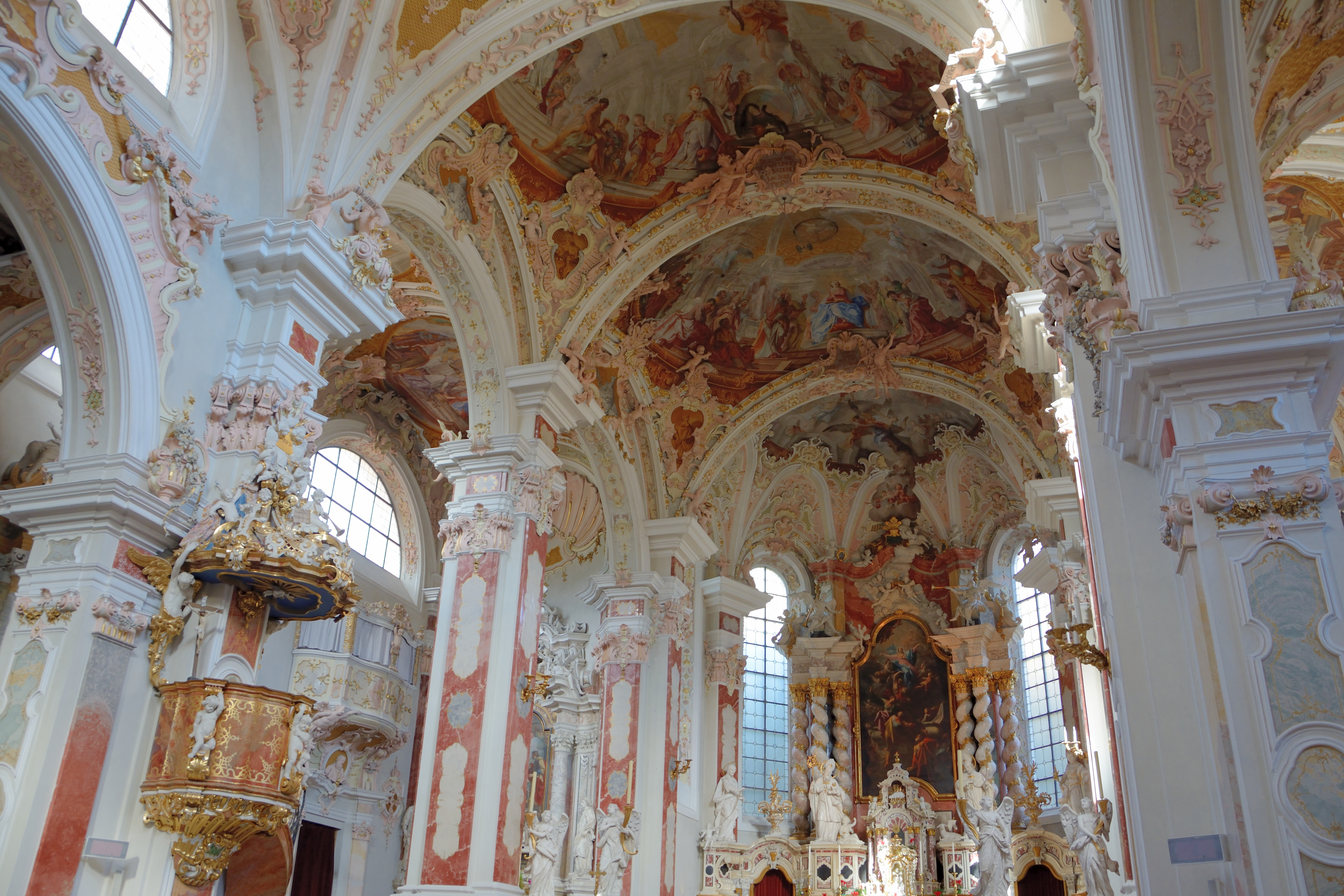
Das Innere der Stiftskirche

Die Klosteranlage von Neustift gilt als die größte von ganz Tirol und umfasst alle Epochen der Kunstgeschichte von der Romanik bis zum Rokoko.

### Stiftskirche
Die Stiftskirche Unserer Lieben Frau geht auf einen nach dem Stiftsbrand von 1190 errichteten romanischen Bau zurück. Turm und Langhaus stammen noch aus dieser Zeit. In der zweiten Hälfte des 15. Jahrhunderts wurde der spätgotische Chor angebaut. Dessen Dach, das mit grün glasierten Dachziegeln gedeckt wurde, überragt das Dach des Langhauses deutlich und erreicht fast die Höhe des Turmes.
Joseph Delai aus Bozen barockisierte 1734–38 das Innere der Kirche. Dabei ist es ihm gelungen, das romanische Langhaus und den gotischen Chor im Inneren zu einer harmonischen Einheit zu verschmelzen.
Die Rocaille-Stuckaturen verleihen der Kirche ihre heitere Note. Sie stammen von Anton Gigl, einem Vertreter der Wessobrunner Schule.
Die Fresken wurden 1735–36 von Matthäus Günther aus Augsburg geschaffen. Eines der Fresken zeigt die Gründungsgeschichte von Neustift: Bischof Hartmann von Brixen entfaltet den zwei Mitbegründern des Stifts, dem Burggrafen Reginbert von Säben und seiner Gemahlin Christina, den Klosterplan. Deren Söhnlein, der vierjährige Ulrich, liegt tot zu ihren Füßen, denn die Eltern entschlossen sich erst nach seinem Tode zu dieser Stiftung.
An der Nordseite des Langhauses schließt sich die Marienkapelle an, die 1655 von J.B. und S. Delai errichtet wurde.
Die Stiftskirche wurde 1956 zur Basilica minor erhoben.

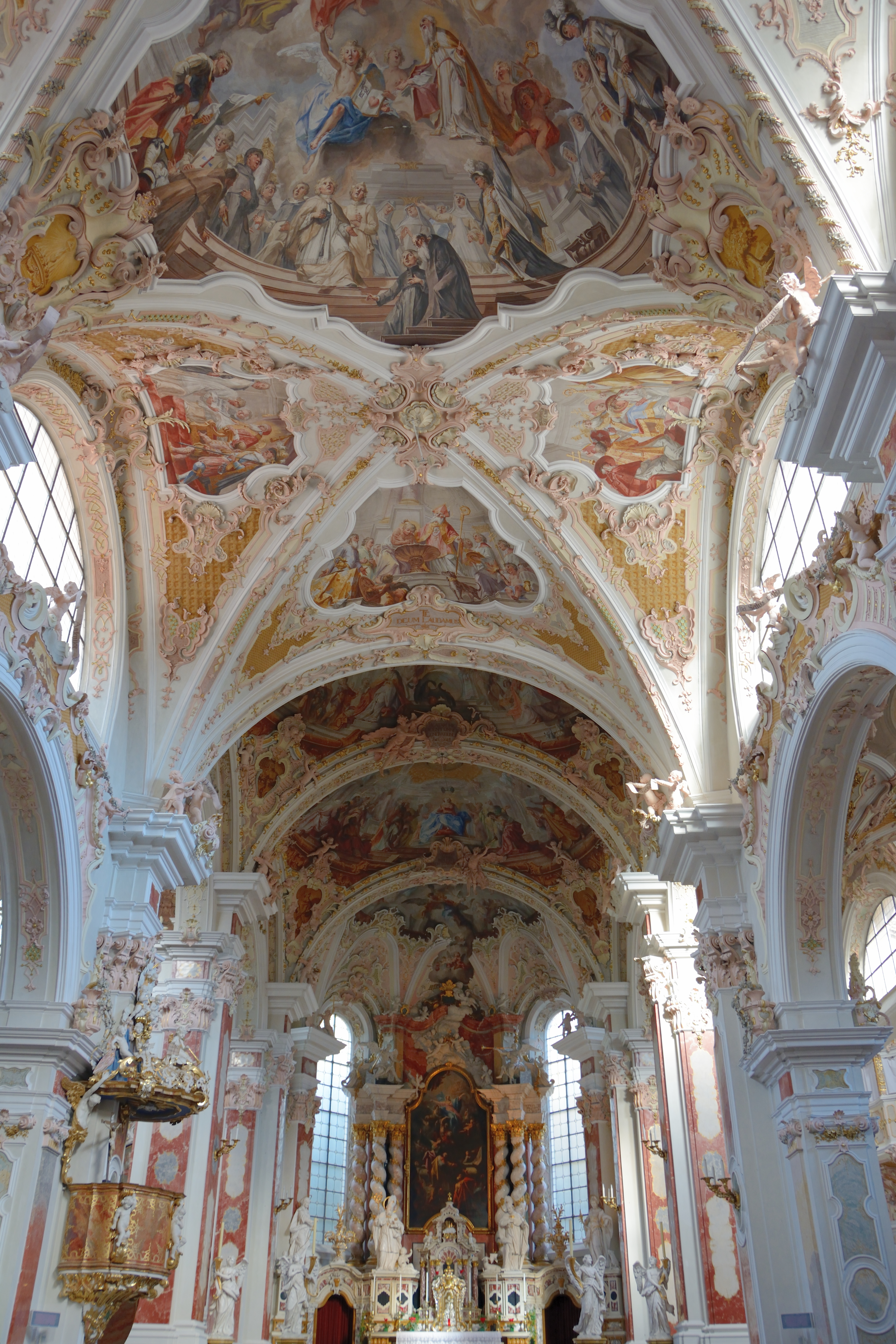
Mittelschiff der Stiftskirche
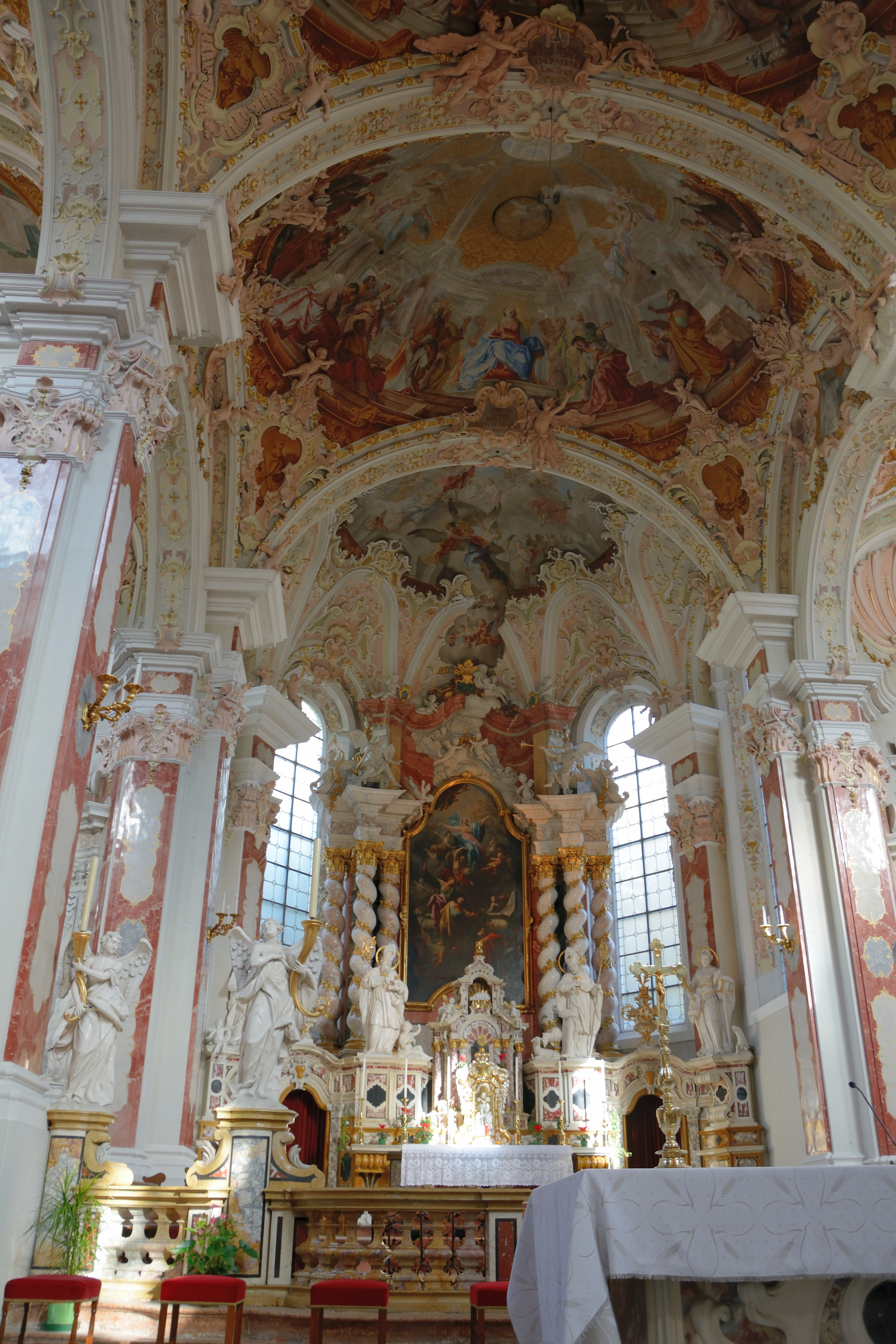
Presbyterium und Hochaltar
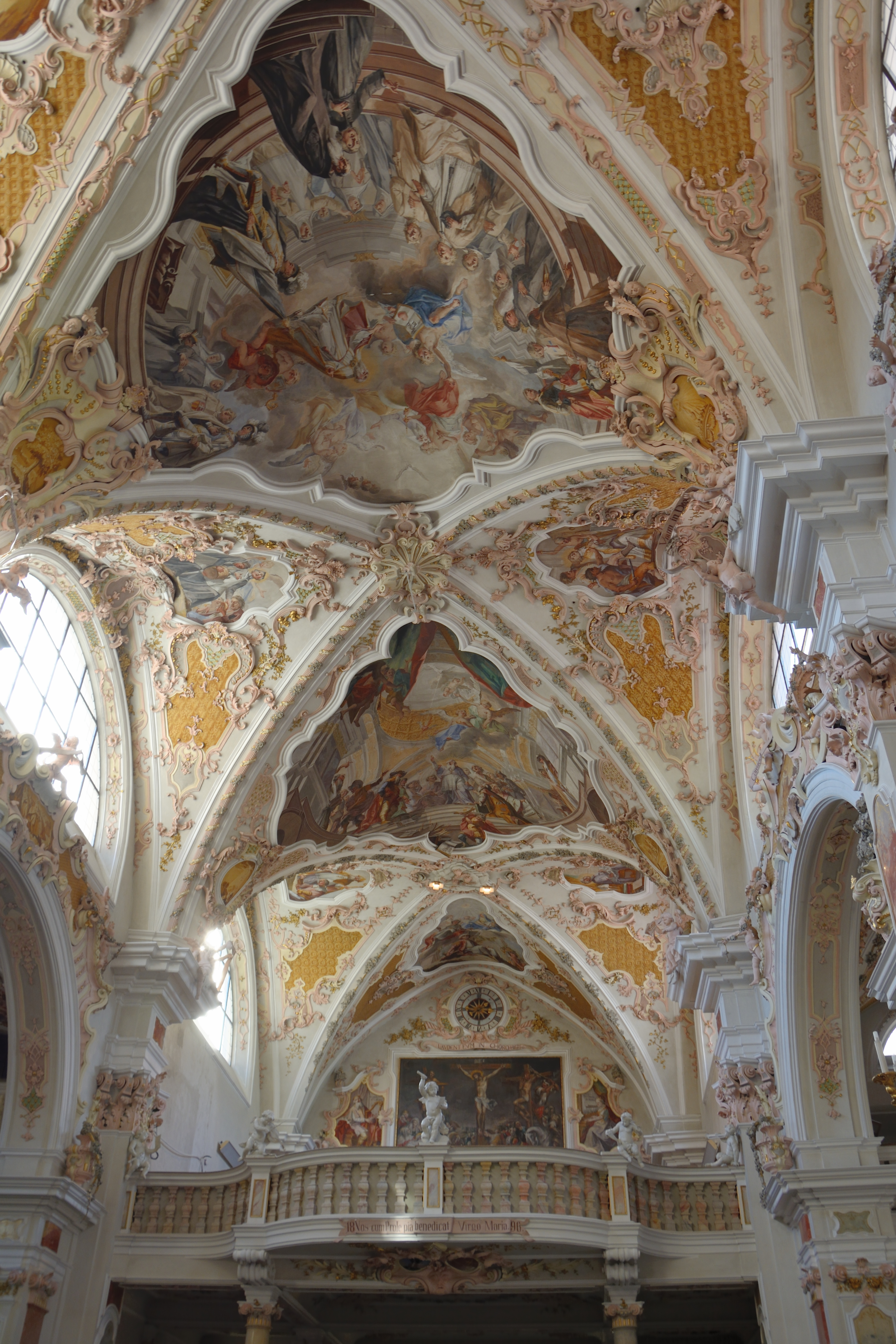
Fresken und Empore im Mittelschiff
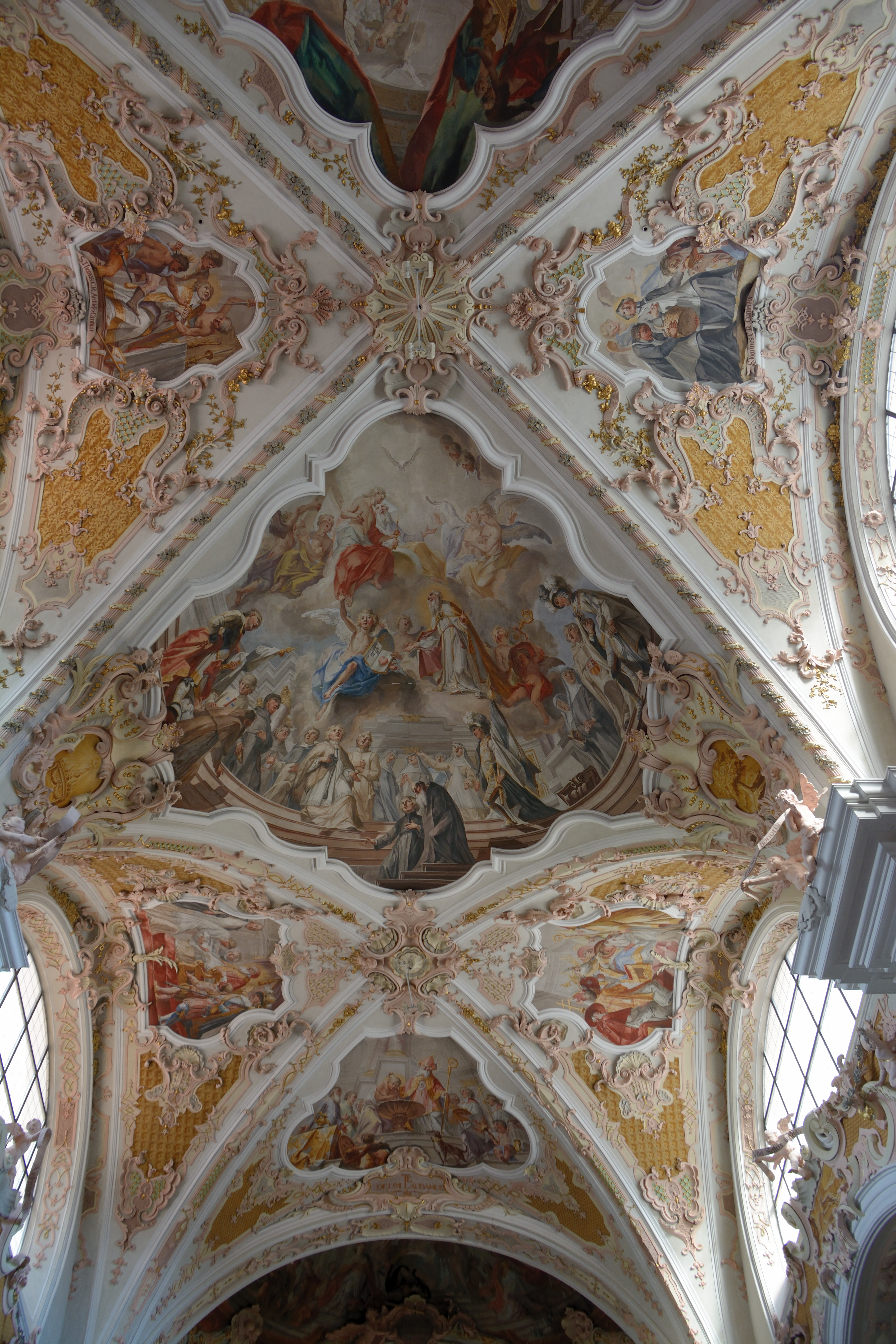
Deckenfresken im Mittelschiff
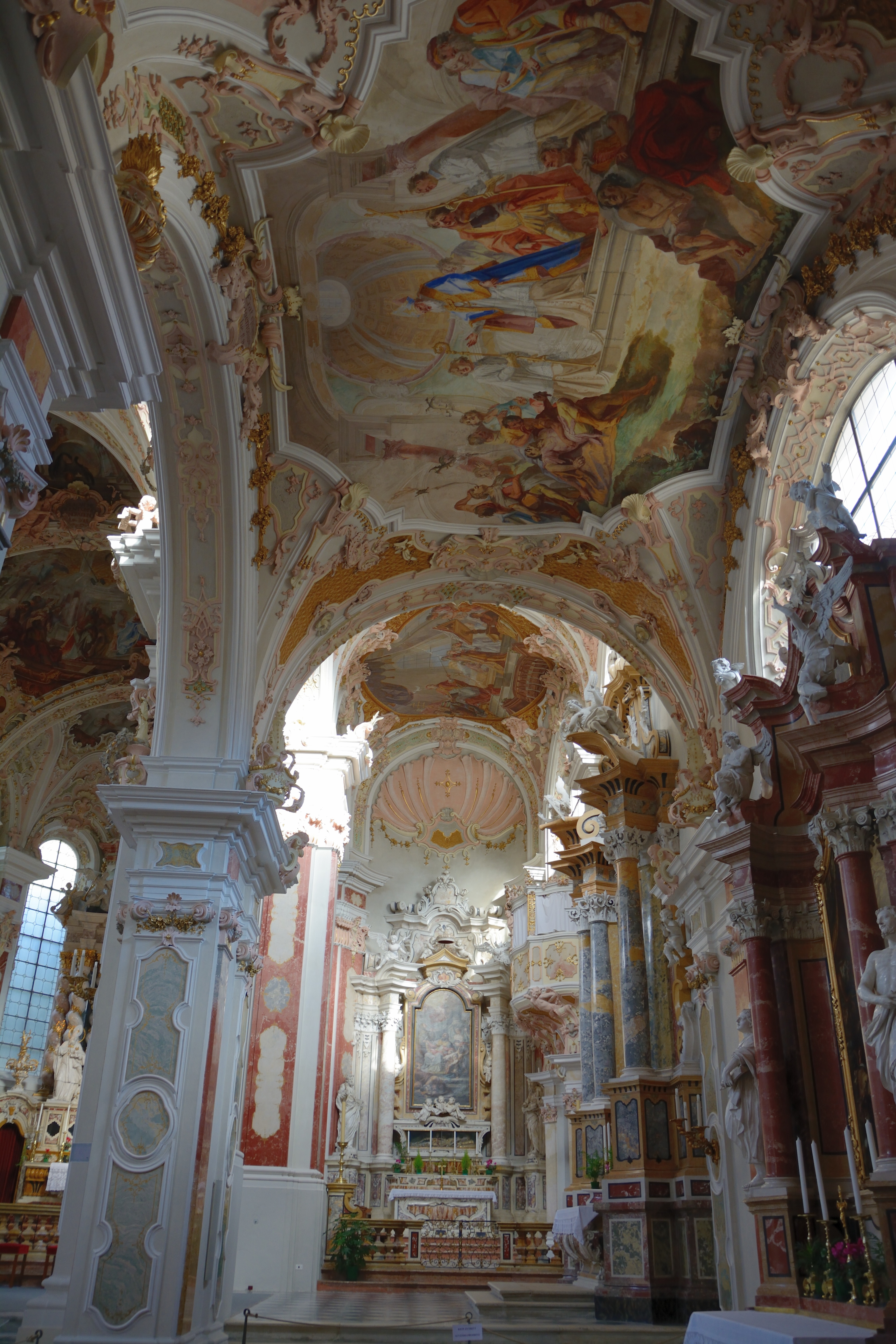
Rechtes Seitenschiff

#### Orgel in der Stiftskirche

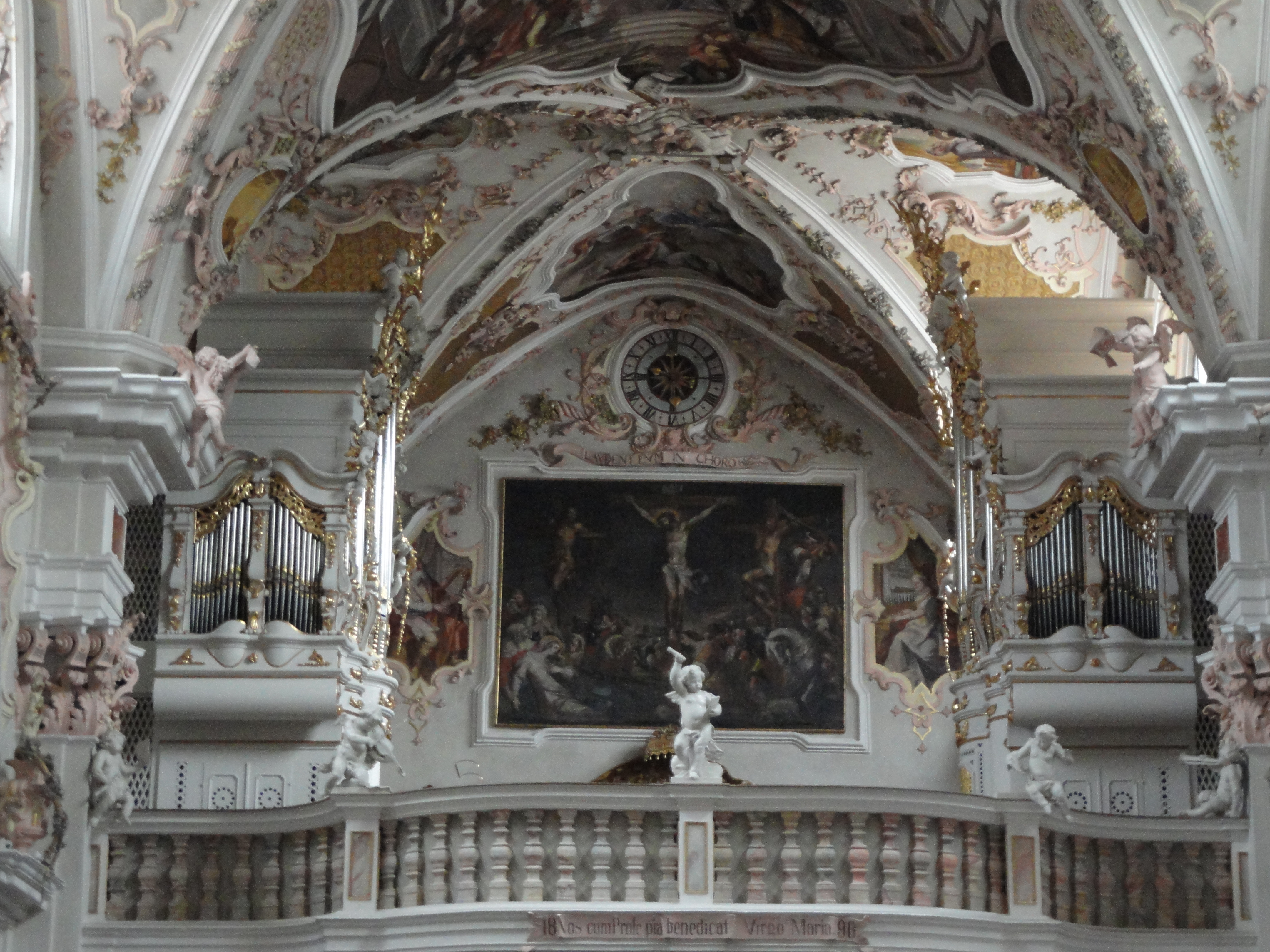
Gesamtansicht der Stiftsorgel

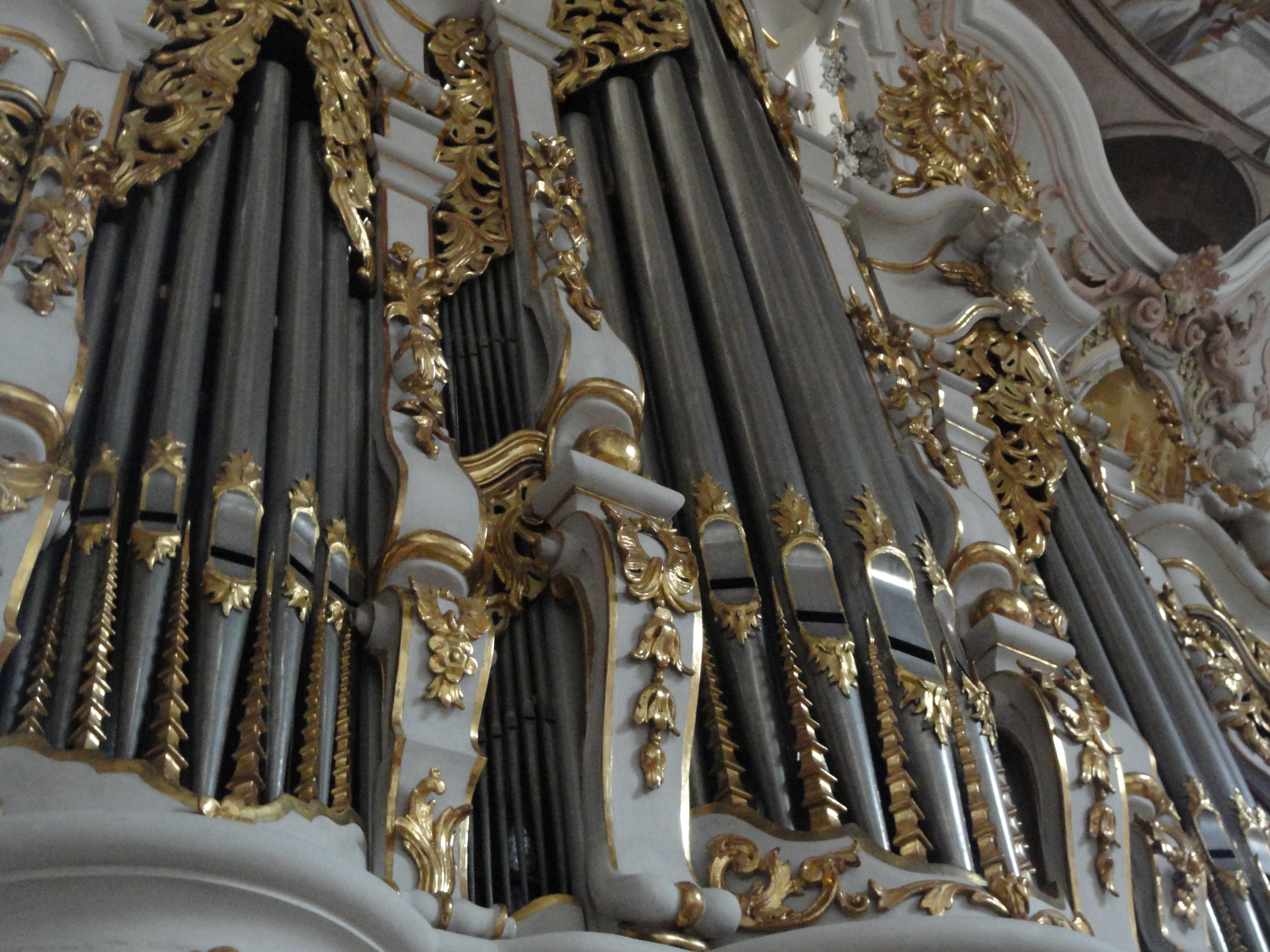
Barocker Prospekt der Stiftsorgel

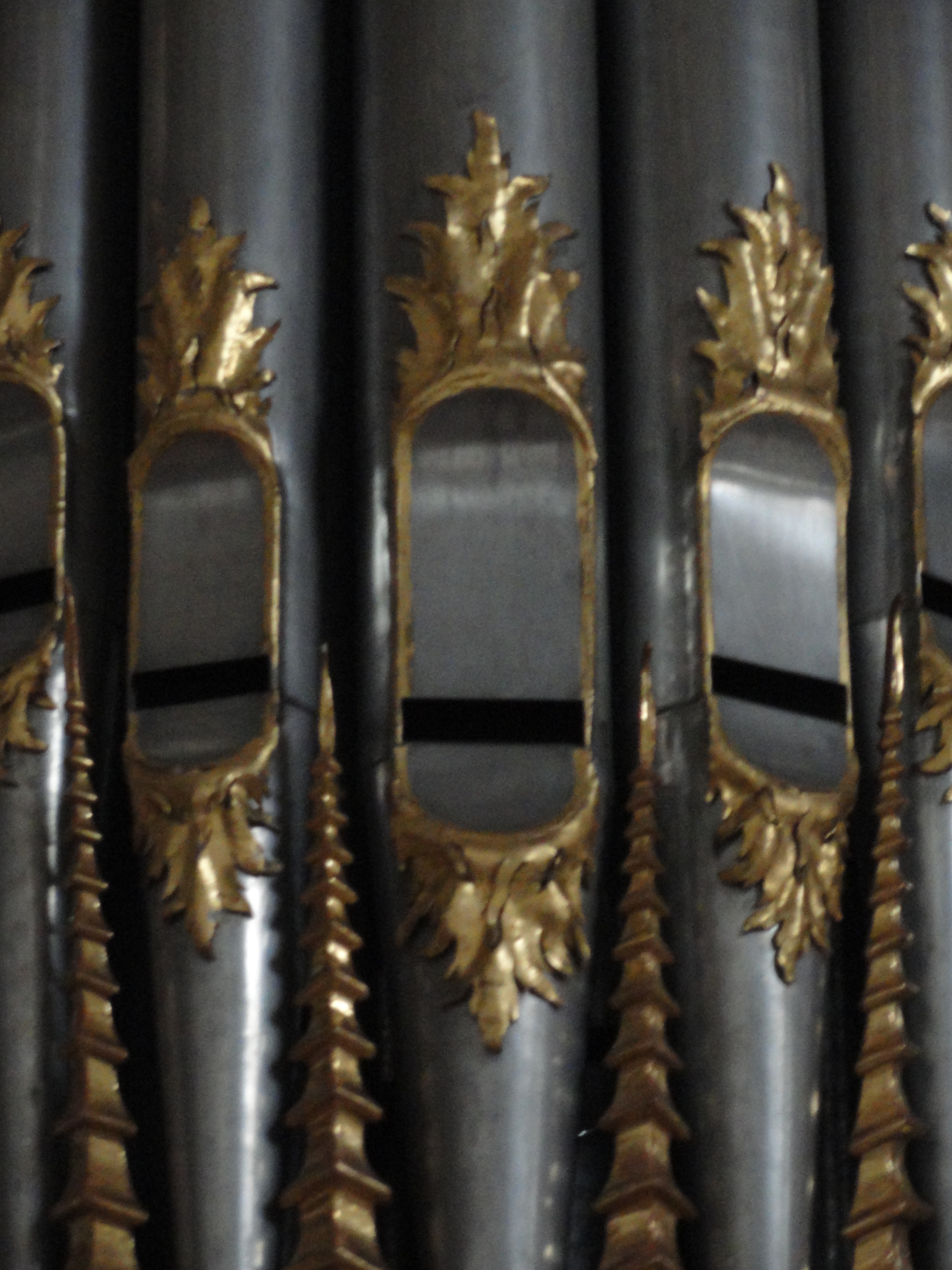
Verzierte Prospektpfeifen aus dem 18. Jh.

Das Orgelwerk wurde 2014 von der Werkstatt Metzler Orgelbau unter Verwendung der historischen Prospektpfeifen neu geschaffen und in das bestehende Orgelgehäuse von 1759 bis 1761 eingebaut. Das Schleifladen-Instrument hat 42 klingende Register (zuzüglich 3 Transmissionen) auf drei Manualen und Pedal. Die Spieltrakturen und Registertrakturen sind mechanisch.
| I Hauptwerk C–a3 |                         |         |
| 01.              | Bourdon                 | 16′     |
| 02.              | Principal (P)           | 08′     |
| 03.              | Viola                   | 08′     |
| 04.              | Flauto traverso (ab f0) | 08′     |
| 05.              | Hohlflöte               | 08′     |
| 06.              | Octave                  | 04′     |
| 07.              | Spitzflöte              | 04′     |
| 08.              | Quinte                  | 02 ⁄3′  |
| 09.              | Superoctave             | 02′     |
| 10.              | Terz                    | 01 3⁄5′ |
| 11.              | Mixtur IV               | 01 ⁄3′  |
| 12.              | Zimbel III              | 02 ⁄3′  |
| 13.              | Trompete                | 08′     |

| II Positiv C–a3 |                    |         |
| 14.             | Principal (P)      | 08′     |
| 15.             | Gambe              | 08′     |
| 16.             | Unda maris (ab c0) | 08′     |
| 17.             | Quintade           | 08′     |
| 18.             | Rohrflöte          | 08′     |
| 19.             | Octave             | 04′     |
| 20.             | Solicet            | 04′     |
| 21.             | Holzflöte          | 04′     |
| 22.             | Nasard             | 02 ⁄3′  |
| 23.             | Superoctave        | 02′     |
| 24.             | Waldflöte          | 02′     |
| 25.             | Terz               | 01 3⁄5′ |
| 26.             | Scharf IV          | 01′     |
| 27.             | Fagott             | 16′     |
| 28.             | Oboe               | 08′     |

| III Brustwerk C–a3 |                      |       |
| 29.                | Gedackt              | 8′    |
| 30.                | Rohrflöte            | 4′    |
| 31.                | Doublette            | 2′    |
| 32.                | Cornett II (ab f0) 0 | 2 ⁄3′ |
| 33.                | Larigot              | 1 ⁄3′ |
| 34.                | Sifflet              | 1′    |
| 35.                | Krummhorn            | 8′    |

| Pedal C–f1 |                   |        |
| 36.        | Principalbaß      | 16′    |
| 37.        | Subbaß (= Nr. 1)  | 16′    |
| 38.        | Octavbaß          | 08′    |
| 39.        | Viola (= Nr. 3)   | 08′    |
| 40.        | Bourdon (= Nr. 5) | 08′    |
| 41.        | Choralbaß         | 04′    |
| 42.        | Rauschpfeife V 0  | 02 ⁄3′ |
| 43.        | Posaune           | 16′    |
| 44.        | Trompete          | 08′    |
| 45.        | Trompete          | 04′    |

- Koppeln: II/I, III/I, I/P, II/P, III/P
- Tremulanten: Kanaltremulant für HW, Kanaltremulant für Pos + BW
- Spielhilfen: (Tritte): Mixtur 11/3′ HW, Trompete 8′ HW, Posaune 16′ Ped, Trompete 8′ Ped
- Stimmhöhe: a1 = 440 Hertz bei 18 °C
- Anmerkungen:

1. 1 2 3 4 5  Pfeifenwerk im Gehäuse auf der Epistelseite.
2. 1 2 3 4 5  Pfeifenwerk im Gehäuse auf der Evangelienseite.

(P) = Prospekt, alt

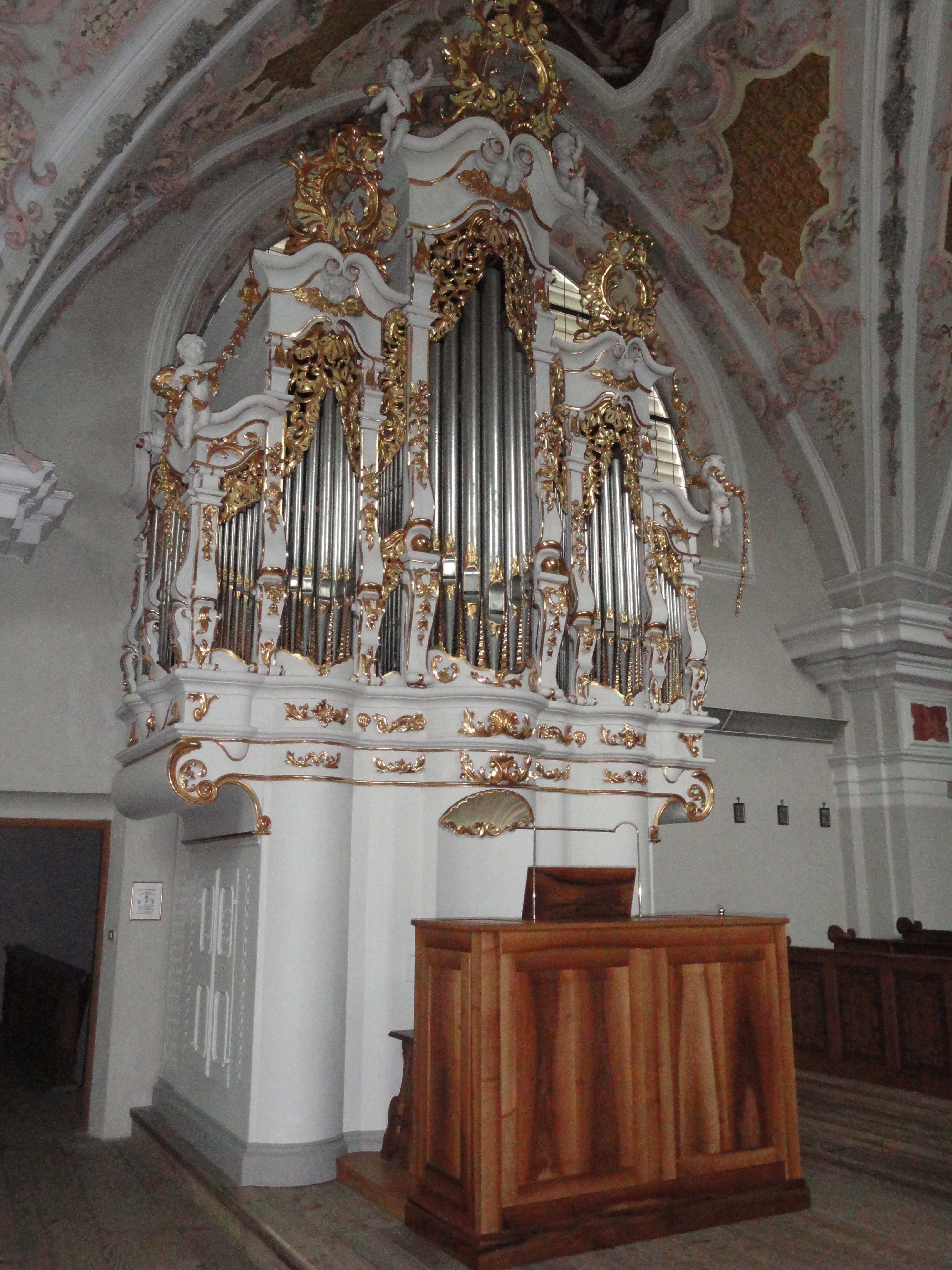
Stiftsorgel Epistelseite
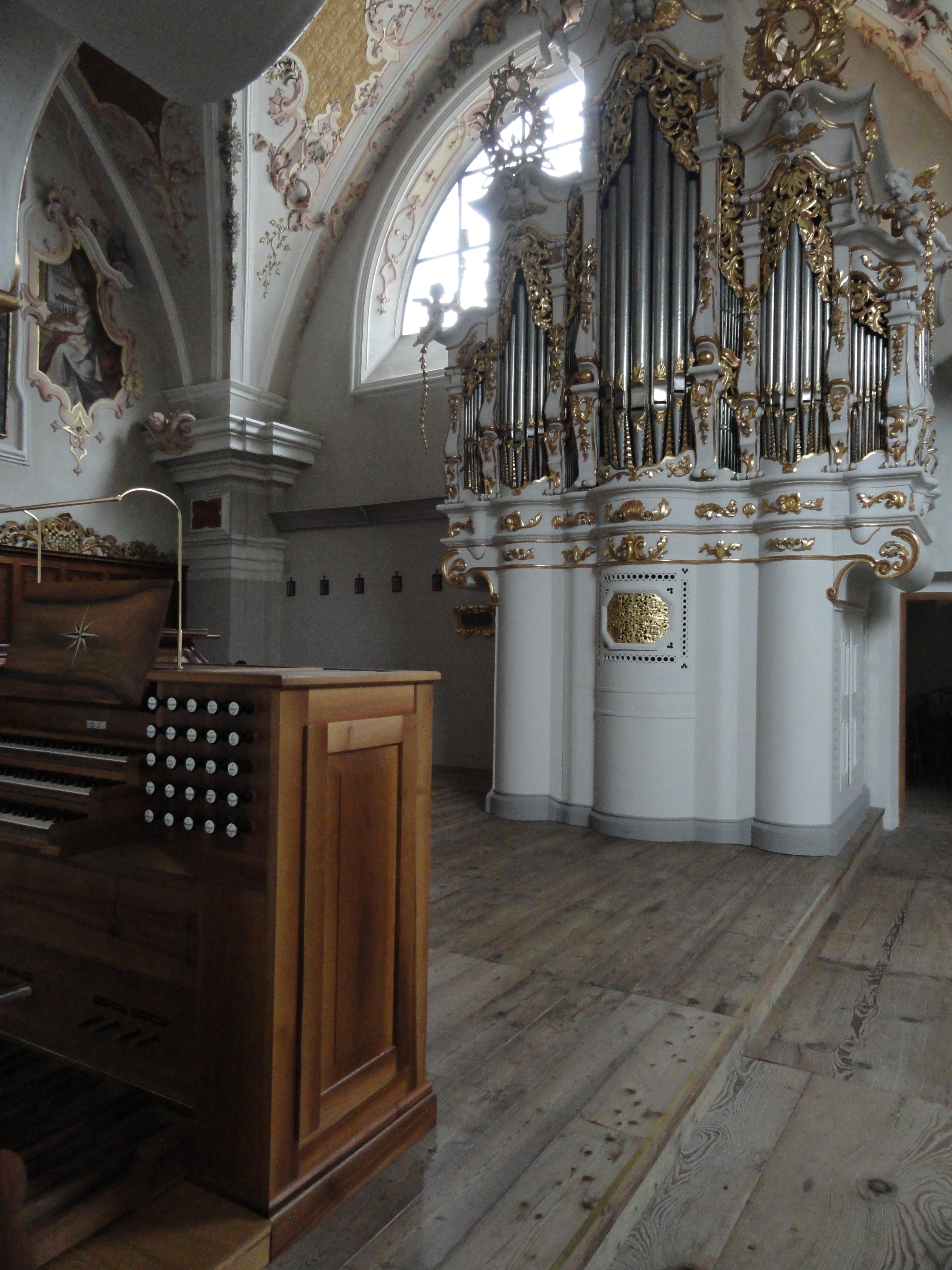
Stiftsorgel Evangelienseite
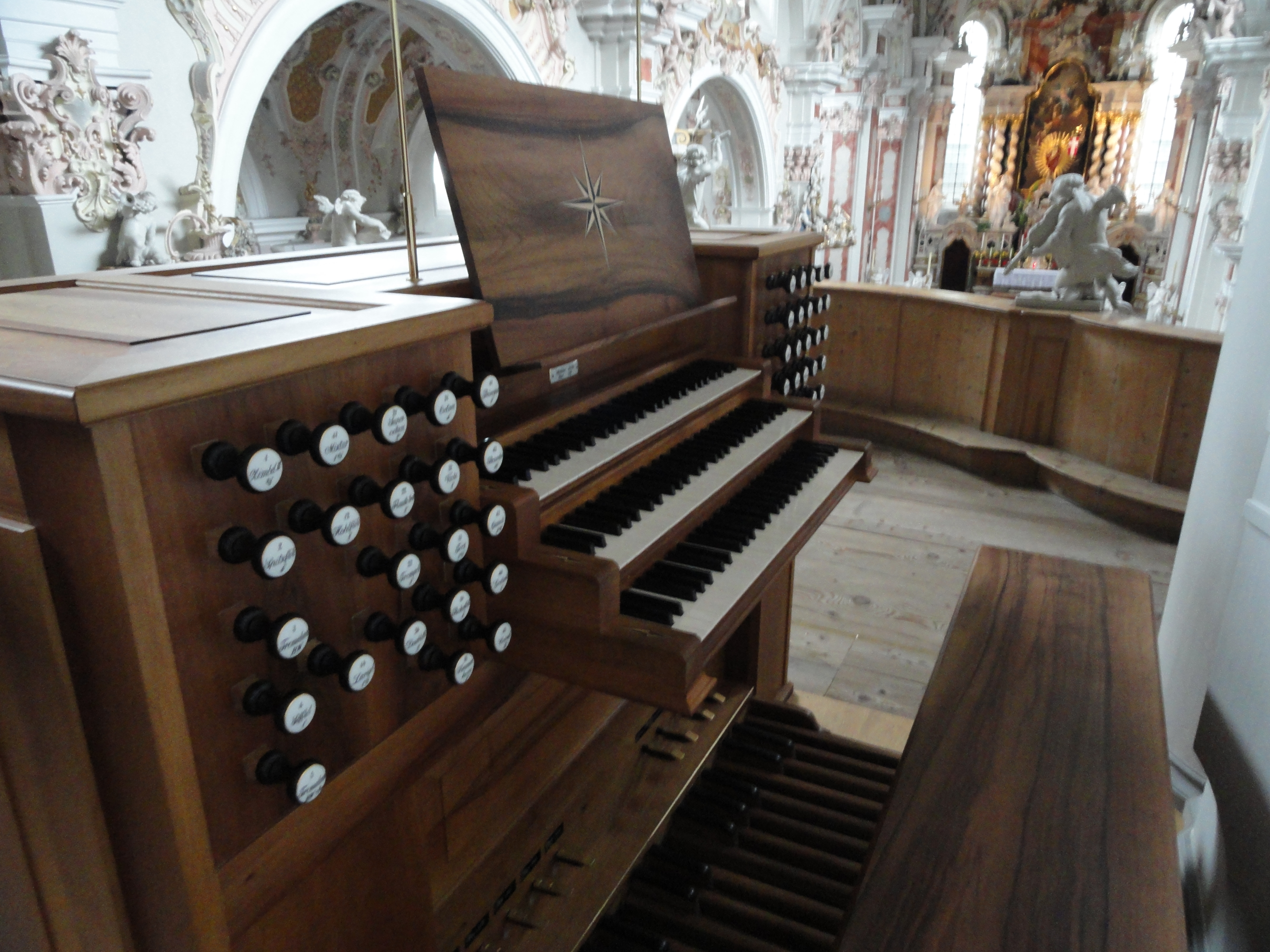
Spieltisch der Stiftsorgel
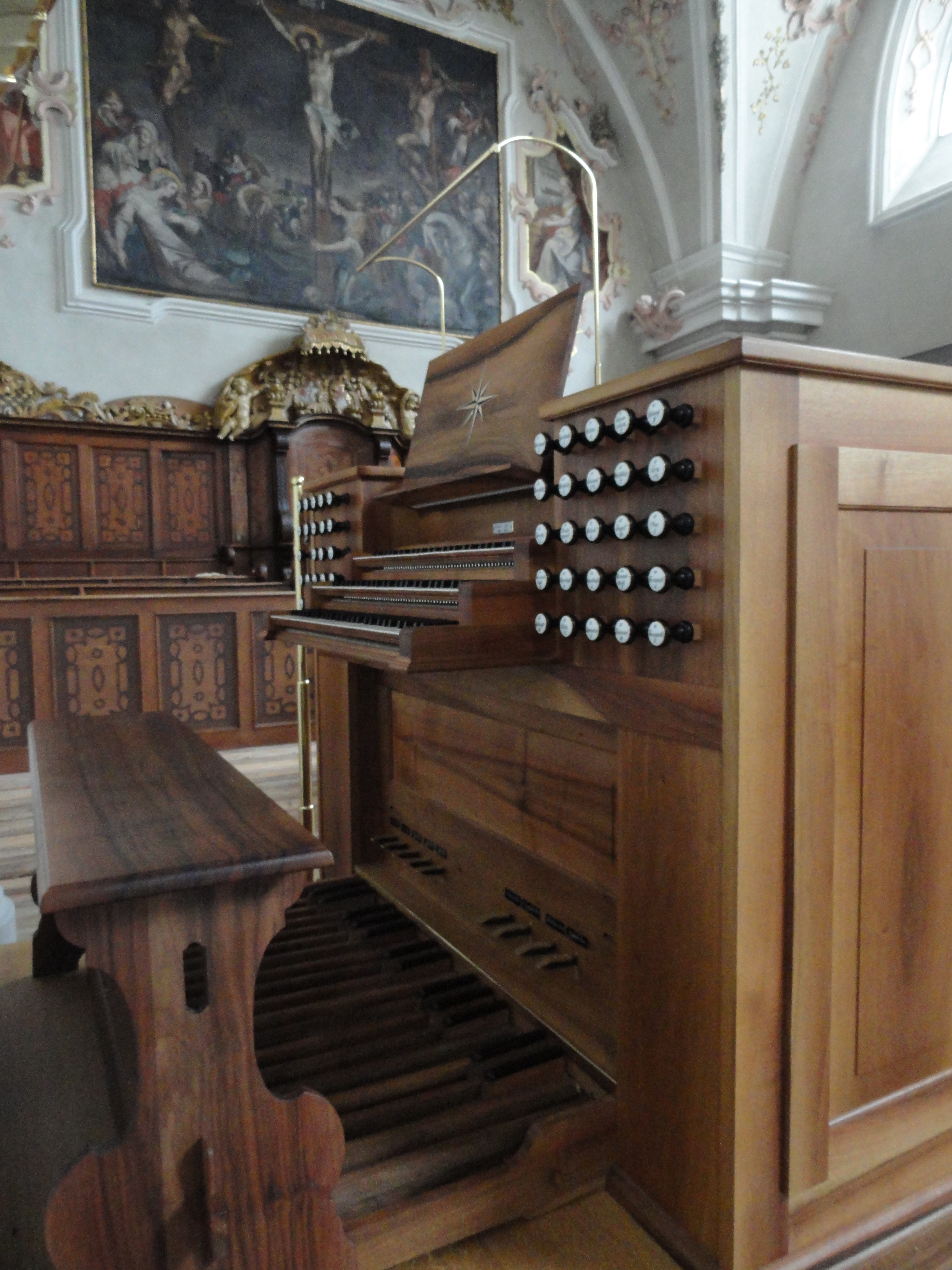
Spieltisch der Stiftsorgel
- Stephan Wenzel spielt an der Metzler-Orgel in Neustift J.S. Bach: Sinfonia aus: BWV 29

### Kreuzgang

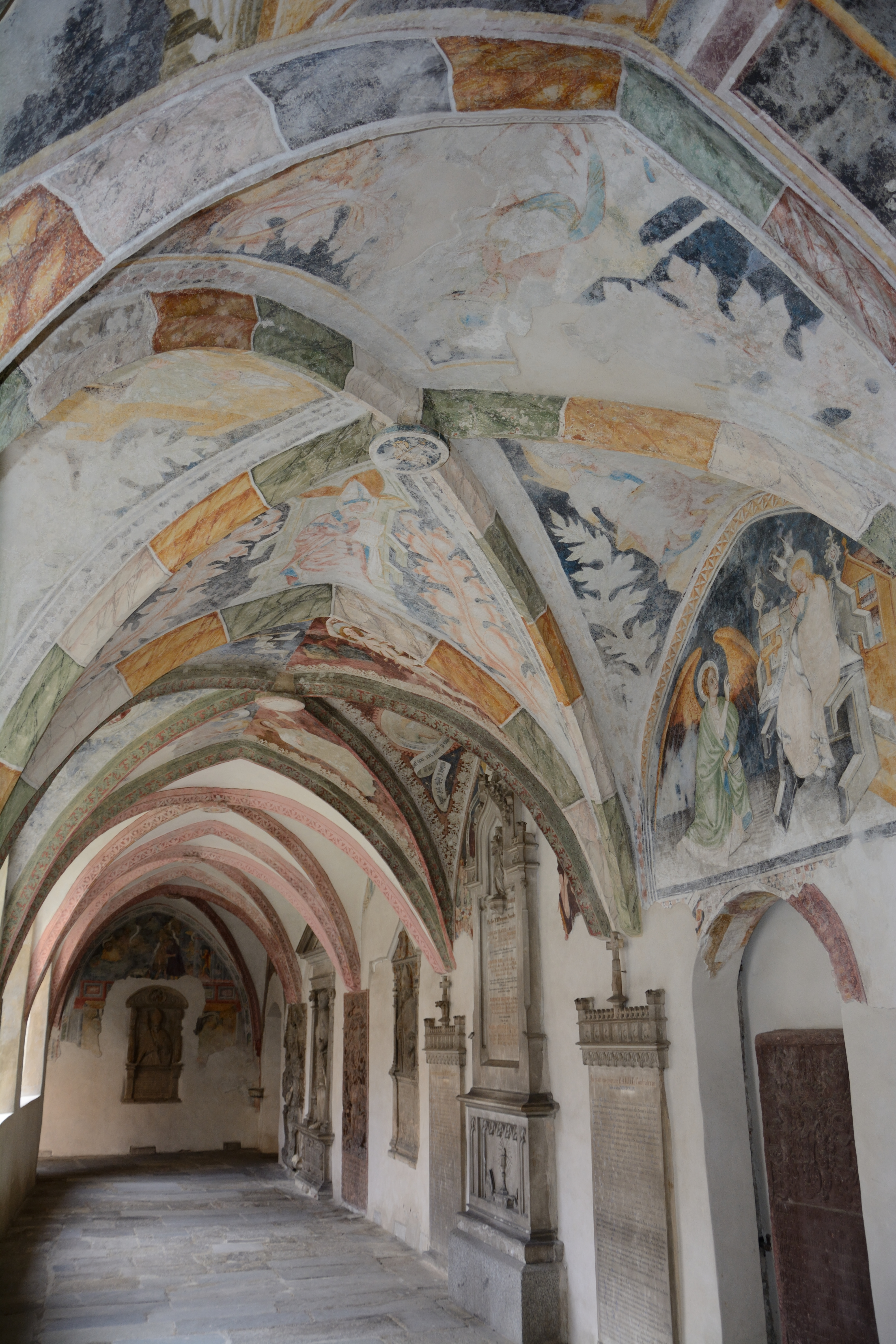
Kreuzgang mit Fresken von Michael Pacher

Der Kreuzgang schließt im Süden an die Kirche an und wurde um 1200 errichtet. Im 14. Jahrhundert wurden das gotische Kreuzrippengewölbe eingezogen. Besonders sehenswert sind die spätgotischen Fresken von Michael Pacher, sowie zahlreiche Grabsteine, darunter der des Oswald von Säben († 1465) aus weißem Marmor.

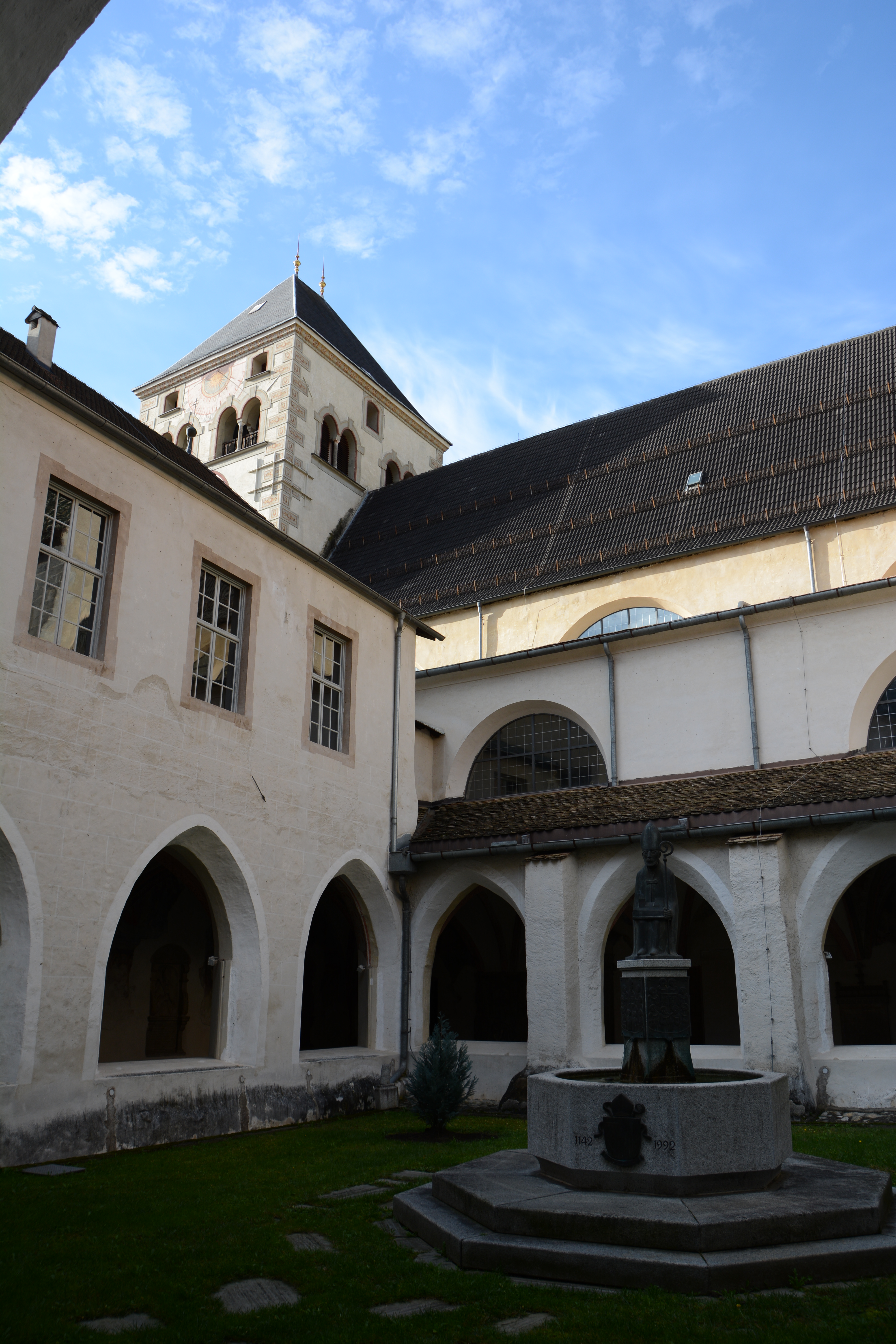
Innenhof des Kreuzganges
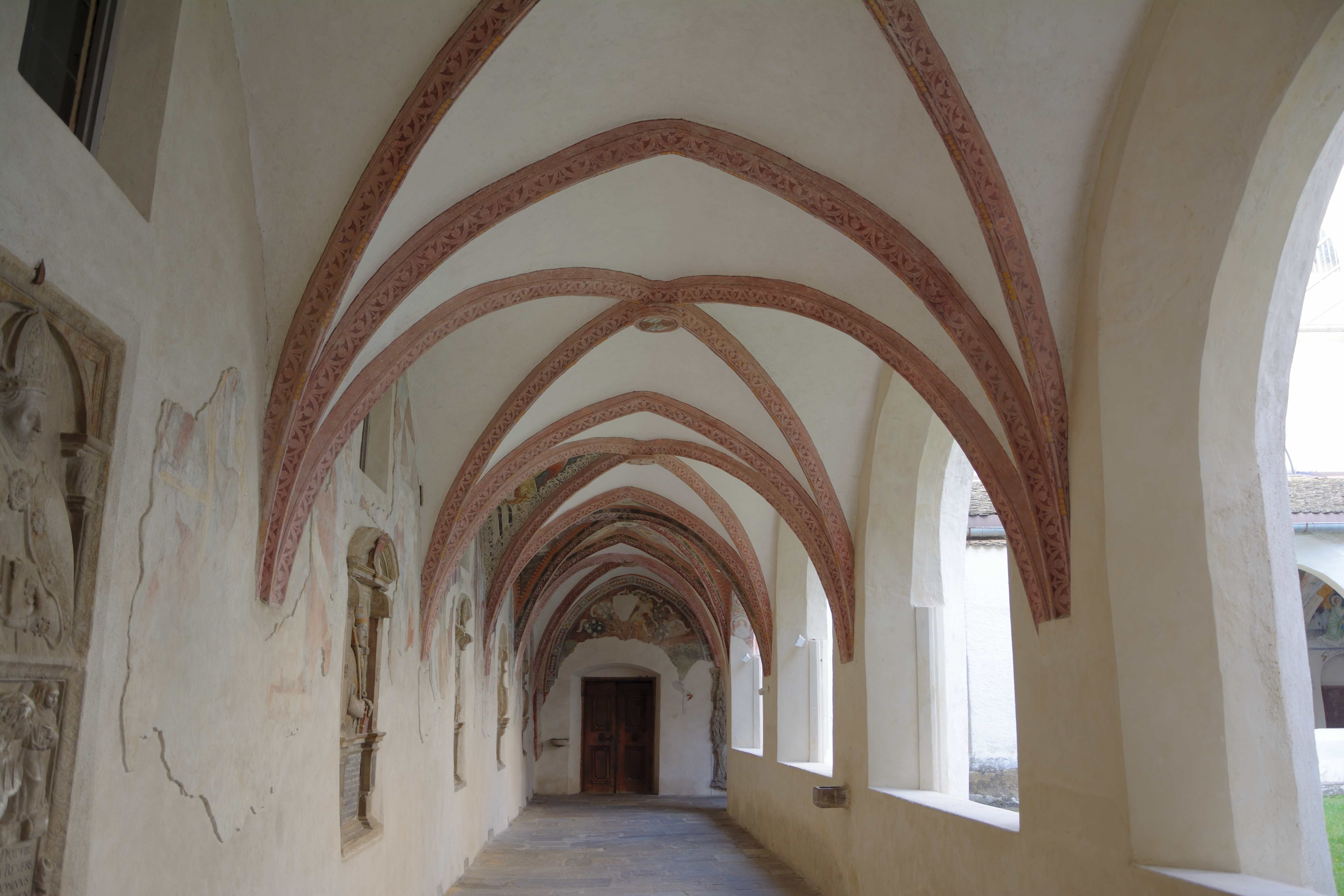
Kreuzgang
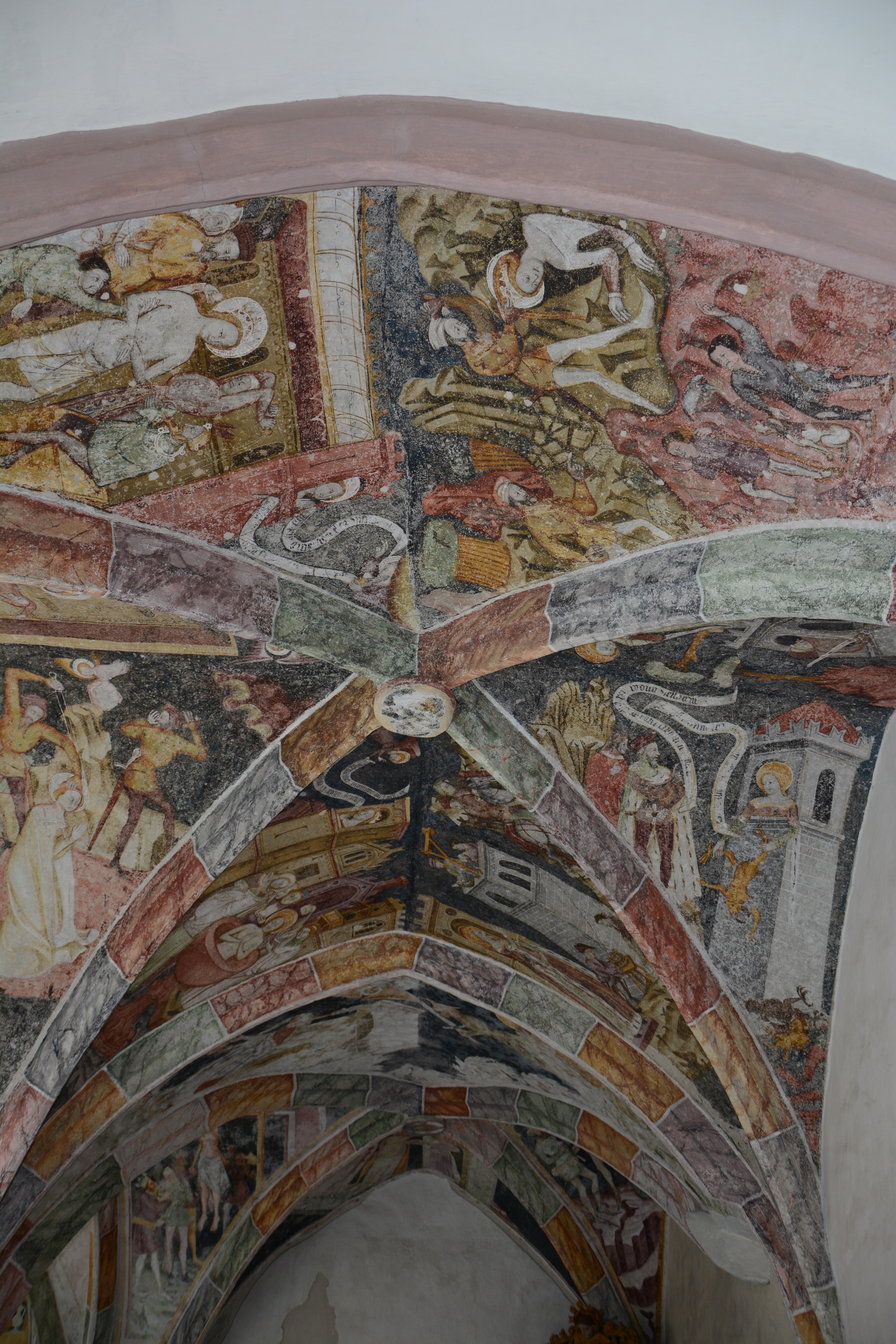
Gewölbefresken im Kreuzgang
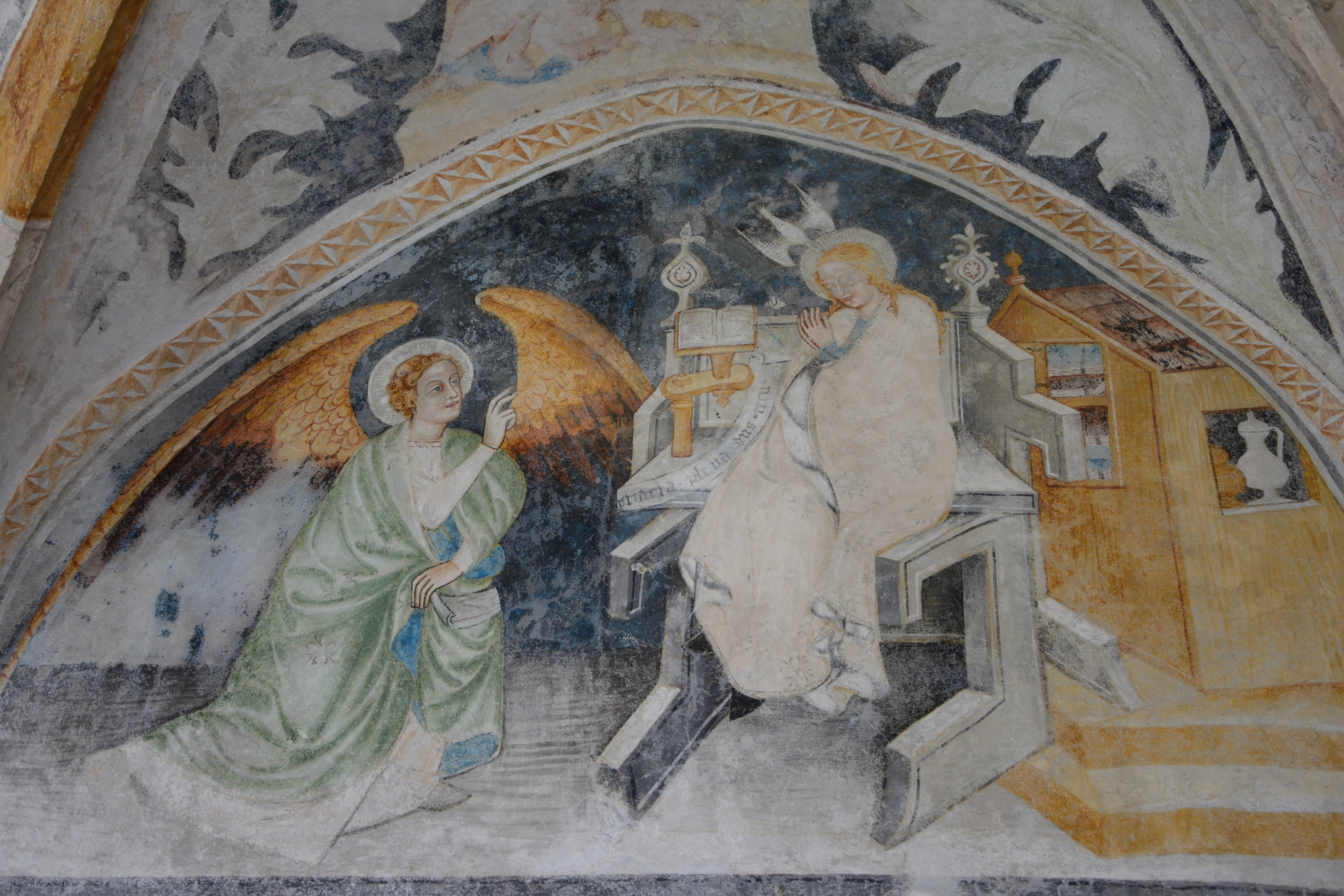
Fresko Verkündigung Christi im Kreuzgang
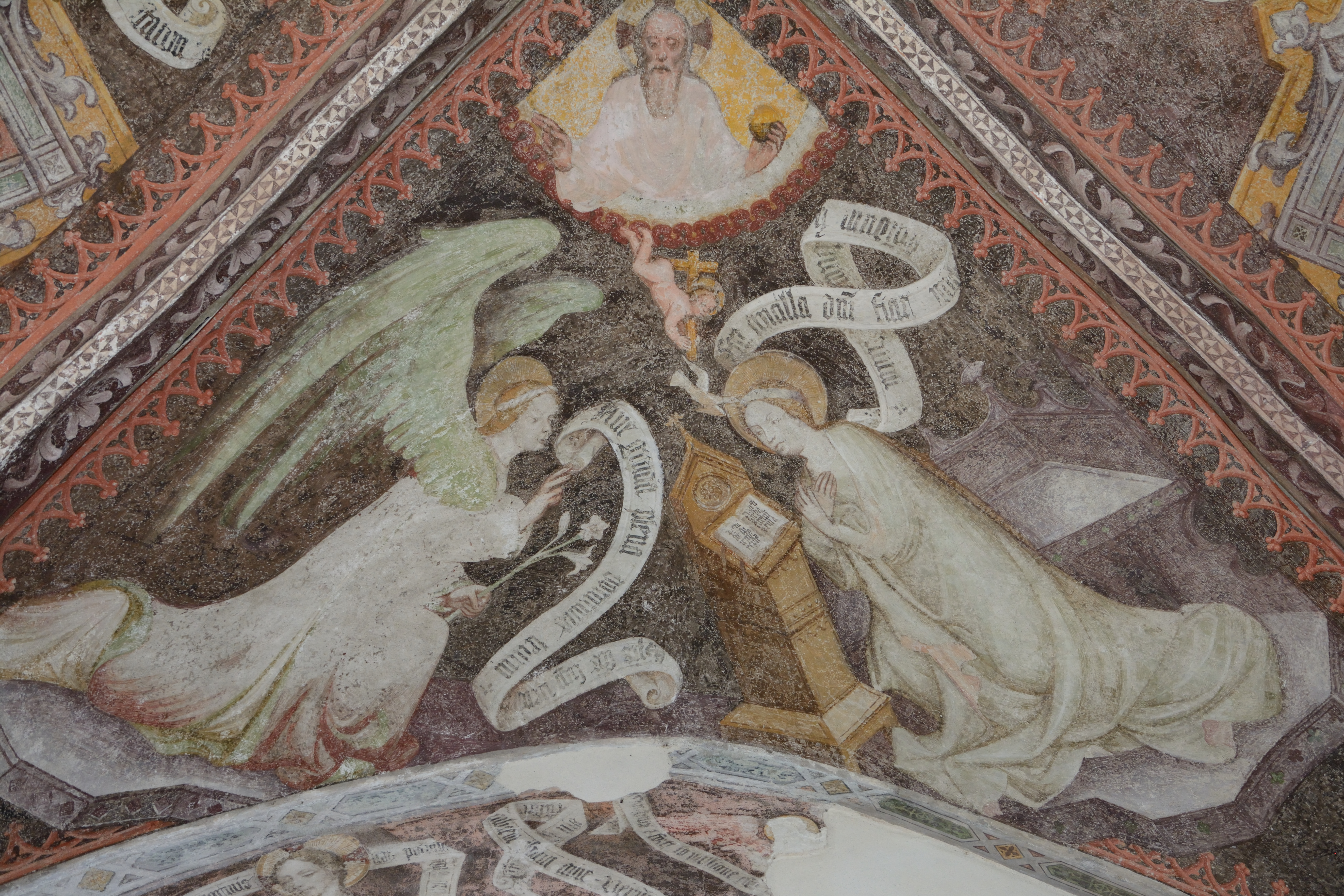
Ein zweites Fresko Verkündigung Christi
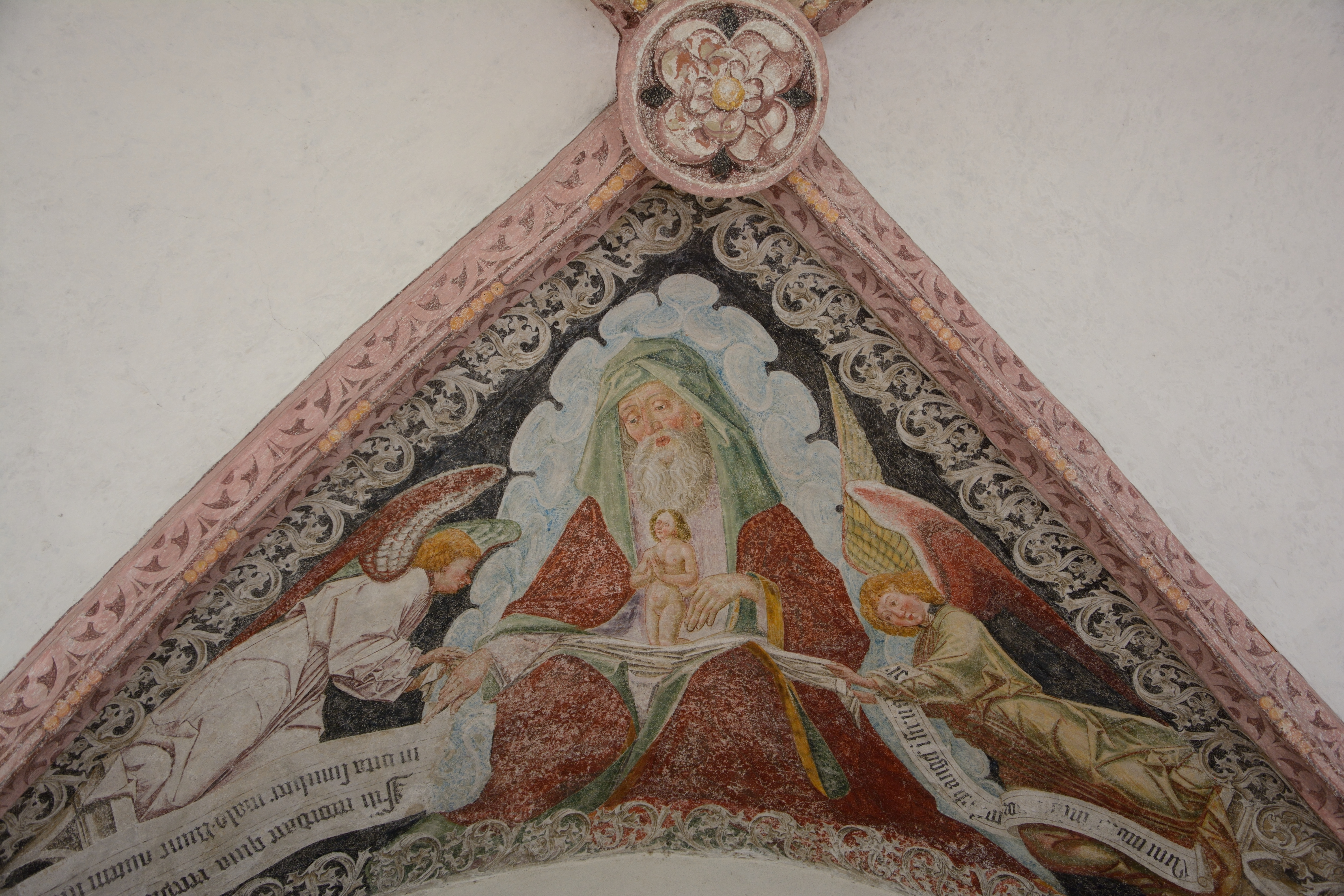

### Refektorium

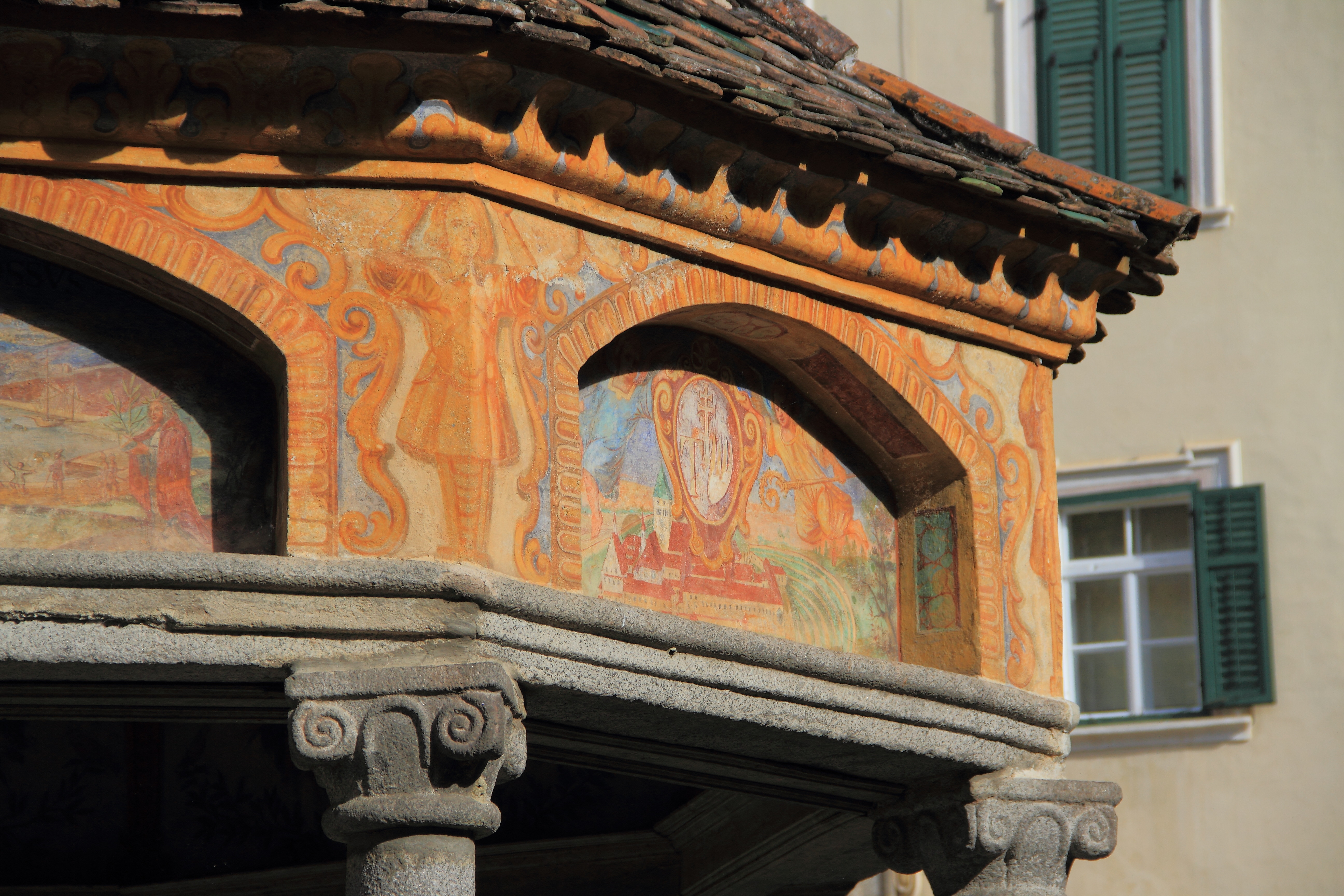
Das Kloster Neustift auf dem Brunnen der Wunder als achtes Weltwunder.

Im Refektorium befand sich ein bekanntes Bild des Tiroler Barockmalers Stephan Kessler mit dem Titel Gastmahl im Haus des Simon, das sich über der barocken Brusttäfelung an der Nordwand des Refektoriums entlangzog. Es misst 10,20 Meter in der Breite und ist 2,35 Meter hoch. Bei der Restaurierung im Jahre 1961 konnte man am Stuhl des Simon das Entstehungsdatum 1660 feststellen. Auf einem Hundehalsband sieht man die Initialen (S.K.) des Künstlers. Das Gemälde wurde bei der Restaurierung des Refektoriums im Jahre 2021 entfernt und in den Gang verlegt, der den Konvent mit der Stiftskirche verbindet.

### Archiv
Das Neustifter Stiftsarchiv gilt als das bedeutendste geistliche Archiv des Tiroler Raumes. Es umfasst Tausende Originalurkunden (die älteste von 1143), ein bedeutsames Traditionsbuch, Urbare und Kopialbücher. Die Archivbestände wurden seit dem 15. Jahrhundert in systematische Ordnung gebracht. Geringere Verluste sind den Bauernrevolten von 1525 zuzuschreiben, die auch das Stift in Mitleidenschaft zogen. Das Archiv hat auch die zeitweilige Säkularisation des Stifts im frühen 19. Jahrhundert überstanden und umfasst i. W. das Haupt-, das Konvent- und das Verwaltungsarchiv („Waldmeisterarchiv“).

### Bibliothek

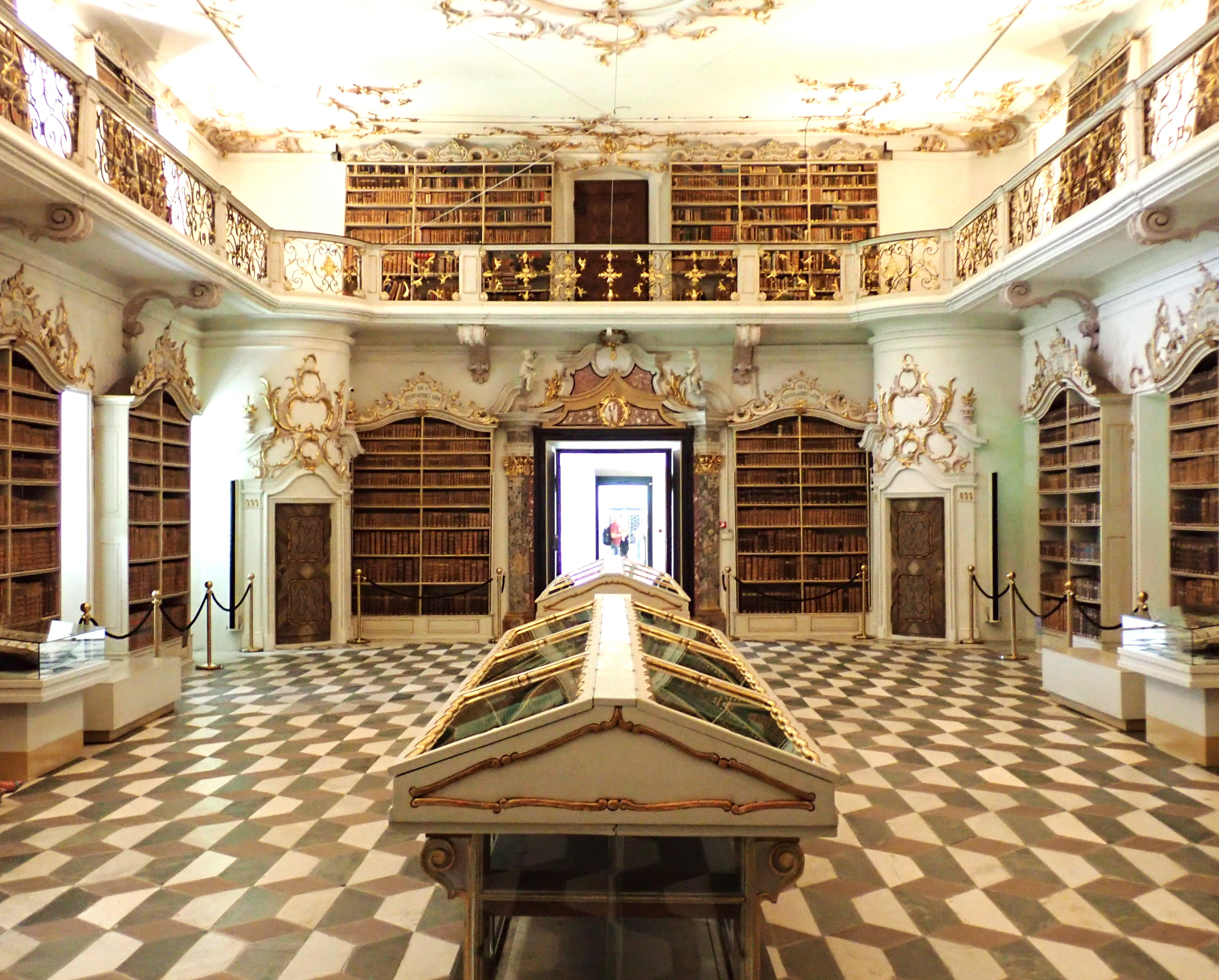
Bibliothekssaal des Klosters Neustift (Südtirol)

Die Bibliothek enthält eine hervorragende Sammlung von etwa 92.000 Büchern, Manuskripten und Karten. Der große Bibliothekssaal im Stil des Rokoko wurde 1771–1778 nach Plänen von Antonio Giuseppe Sartori errichtet, der zuvor bereits mehrere Altäre für die Stiftskirche geschaffen hatte.

### Höfe und Gärten

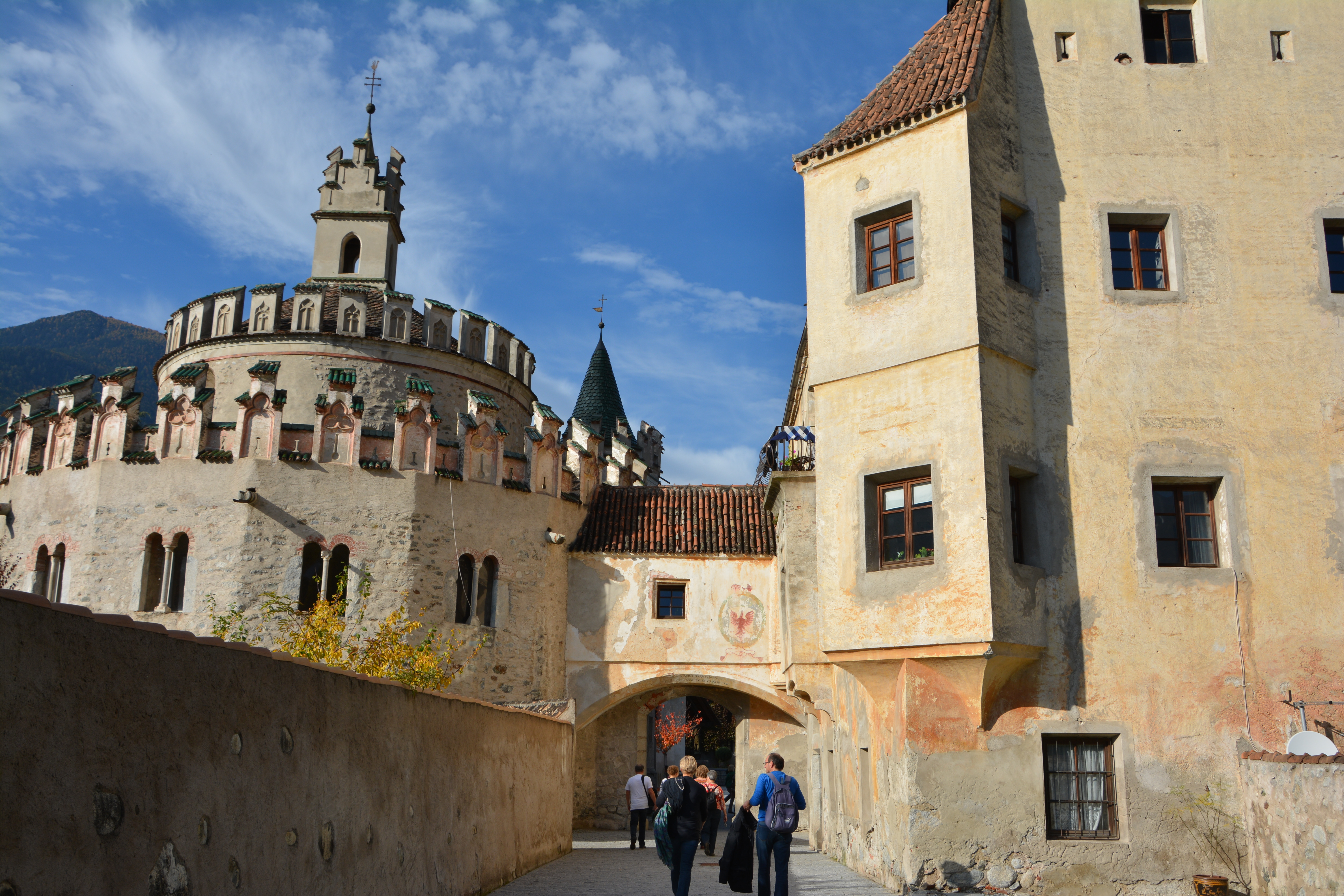
Die Engelsburg des Stifts Neustift

Das achteckige Brunnenhaus im Stiftshof vor der Bibliothek zeigt Bilder der sieben Weltwunder gemeinsam mit dem Kloster Neustift als achtes Weltwunder. Diese Bilder wurden 1670 von Nikolaus Schiel gemalt.
Die als Engelsburg bekannte Michaelskapelle im äußeren Stiftshof ist ein origineller, zweigeschossiger und zinnenbekrönter Rundbau. Sie wurde um 1200 errichtet und wird heute für Ausstellungen genutzt.
Zum Stift gehören weiters der historische Klostergarten, das bereits erwähnte Weingut, sowie ein Elektrizitätswerk.
Die gesamte Stiftsanlage und einige umgebende Gebäude werden von einem Fernheizwerk geheizt, das mit Hackschnitzeln betrieben wird.

### Pfarrkirche

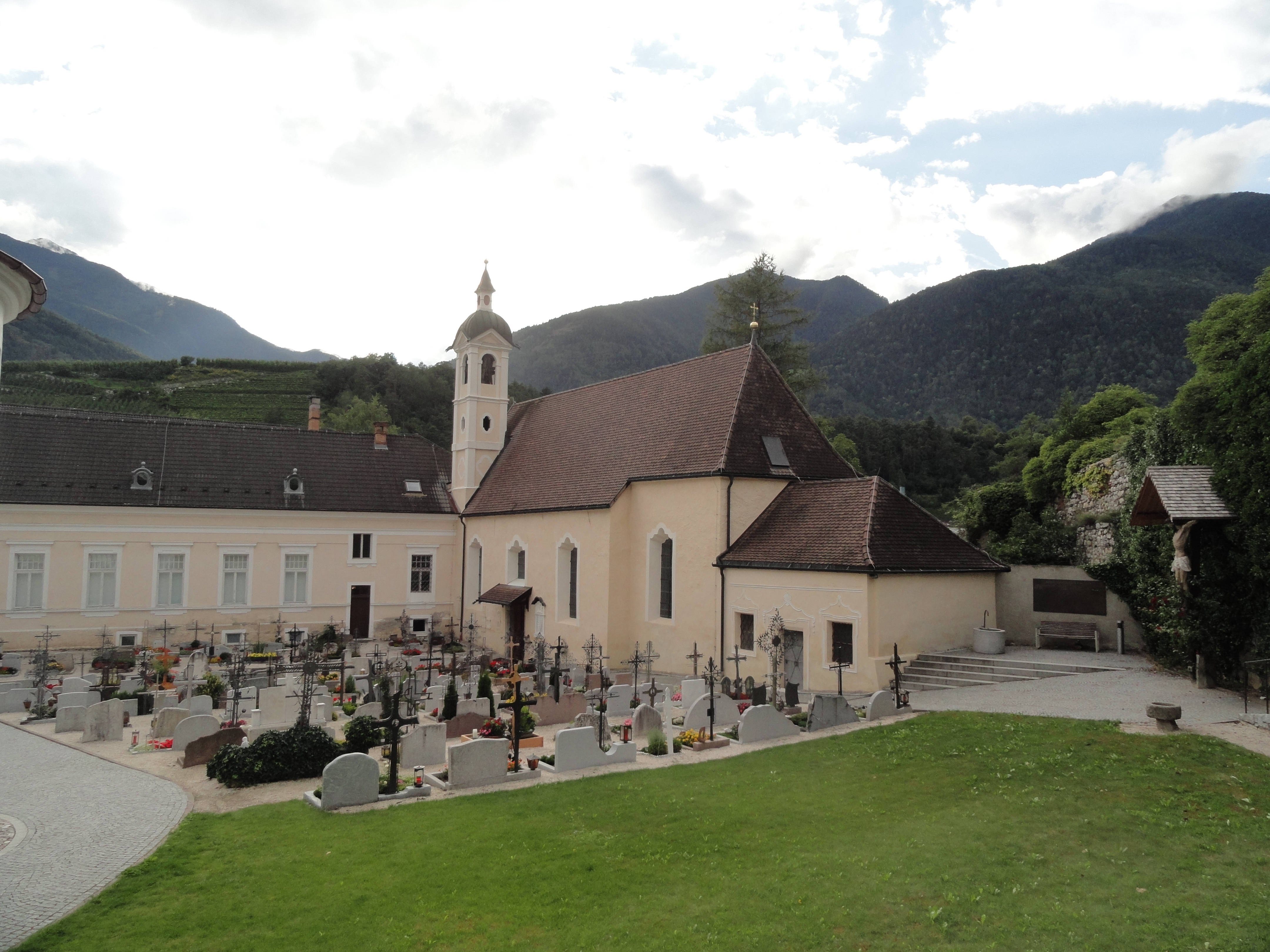
Pfarrkirche zur Hl. Margareth in Neustift

Die Pfarrkirche zur Hl. Margareth befindet sich im nördlichen Bereich des Klosterareals zwischen Stiftskirche, Friedhof und dem Oswald-von-Wolkenstein-Haus.
Erst um die Mitte des 15. Jahrhunderts wurde sie zur selbstständigen Pfarrei erhoben; bis dahin war sie während des Mittelalters eine Filialkirche der Pfarre Natz. Aus dieser Zeit stammt auch die erste Kapelle, welche erstmals 1293 erwähnt wird.

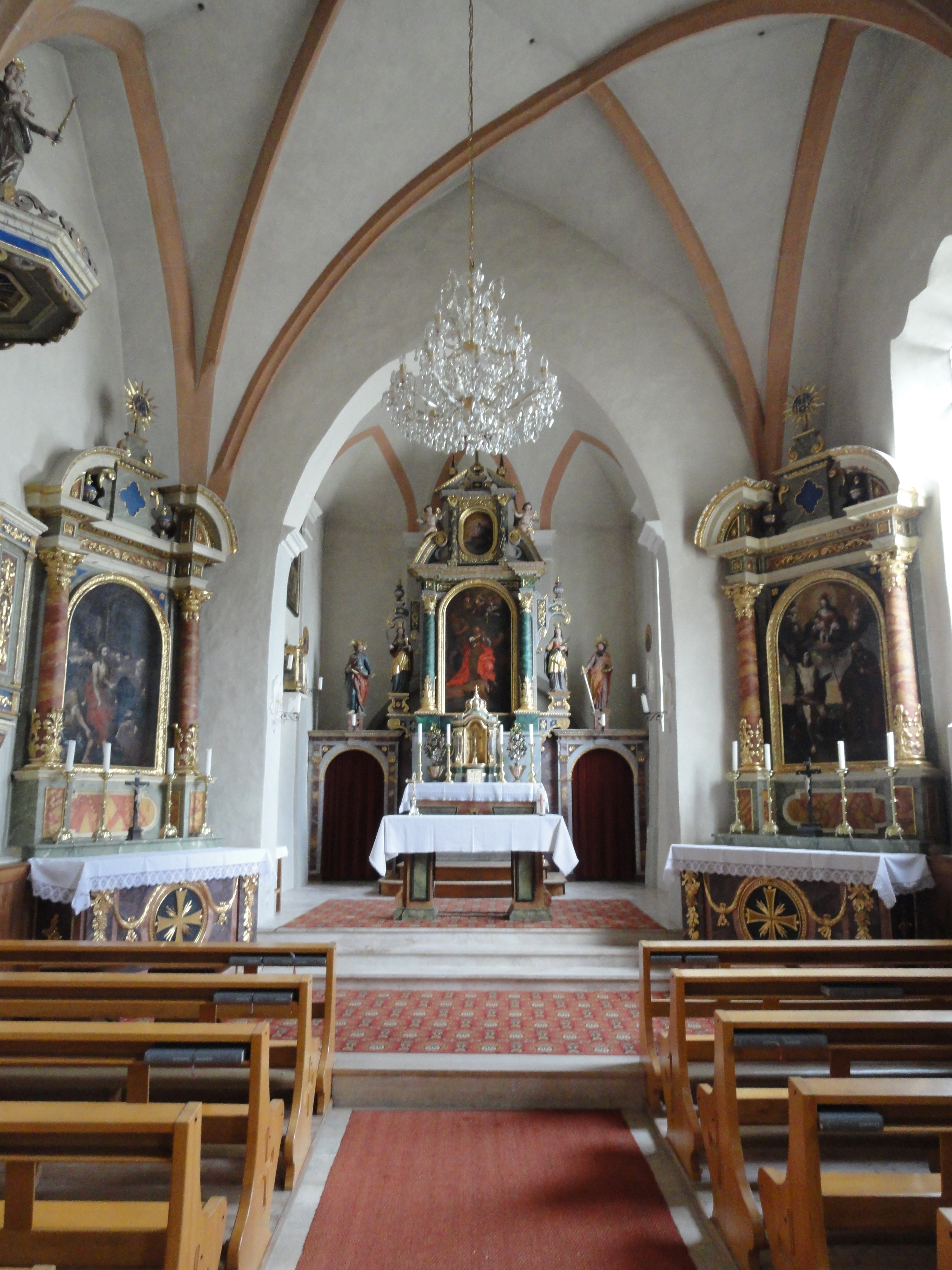
Pfarrkirche St. Margarethen in Neustift (Innenperspektive)
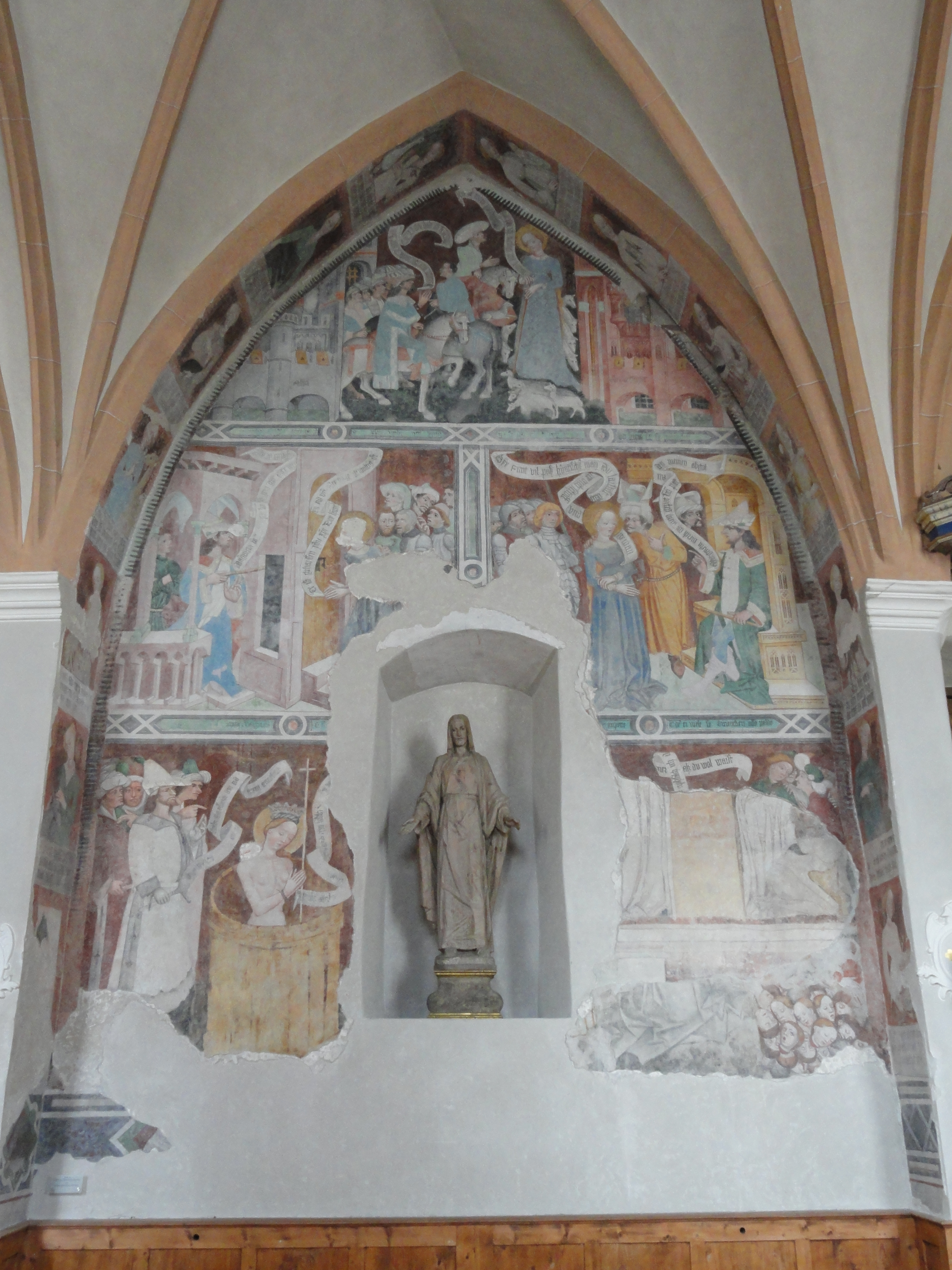
Pfarrkirche St. Margarethen in Neustift (Fresko)

#### Orgel in der Pfarrkirche

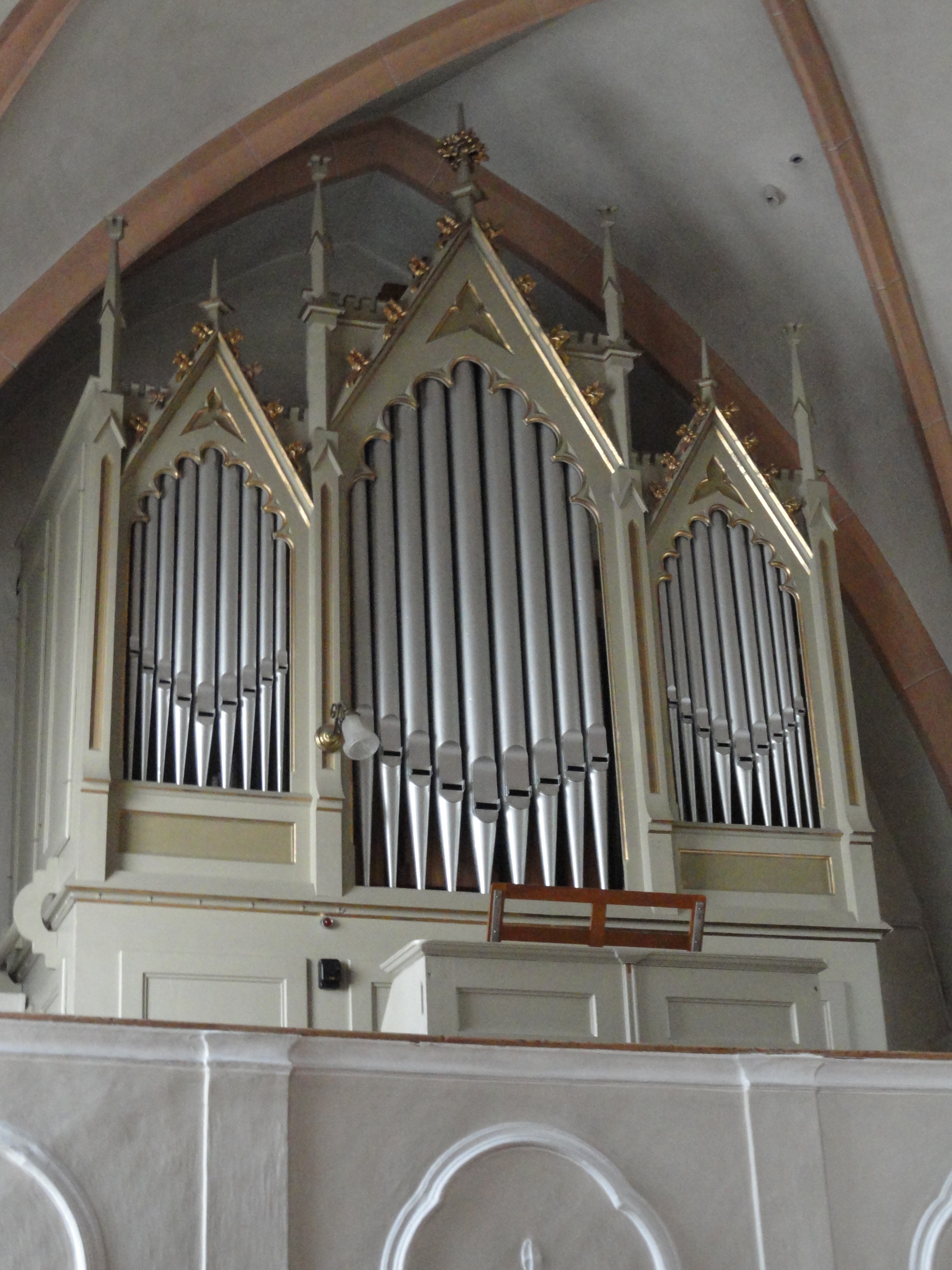
Orgel von Anton Behmann in der Pfarrkirche zu Neustift

Im Jahre 1905 erbaute die Orgelbaufirma Anton Behmann aus Schwarzach in Vorarlberg für die Pfarrei Neustift eine pneumatische Orgel mit Registerkanzellenladen. Die 4′-Register sind dabei Auszüge, d. h. Transmissionen aus den 8′-Registern. Auch über das f3 hinaus ist die Oktavkopplung voll ausgebaut. Im Jahre 2004 erfolgte eine Generalüberholung durch den Südtiroler Orgelbauer Oswald Kaufmann.
| Manual C–f3 |            |       |
| 1.          | Principal  | 8′    |
| 2.          | Gedeckt    | 8′    |
| 3.          | Gamba      | 8′    |
| 4.          | Salicional | 8′    |
| 5.          | Octav      | 4′    |
| 6.          | Rohrflöte  | 4′    |
| 7.          | Salicet    | 4′    |
| 8.          | Mixtur     | 2 ⁄3′ |

| Pedal C–d1 |            |     |
| 9.         | Subbaß     | 16′ |
| 10.        | Flötenbass | 8′  |

- Koppeln: Man-(Super)Oktavkoppel, Man-Ped
- Spielhilfen: 0 (= Auslöser), I (= piano), II (= mezzoforte), III (= forte)

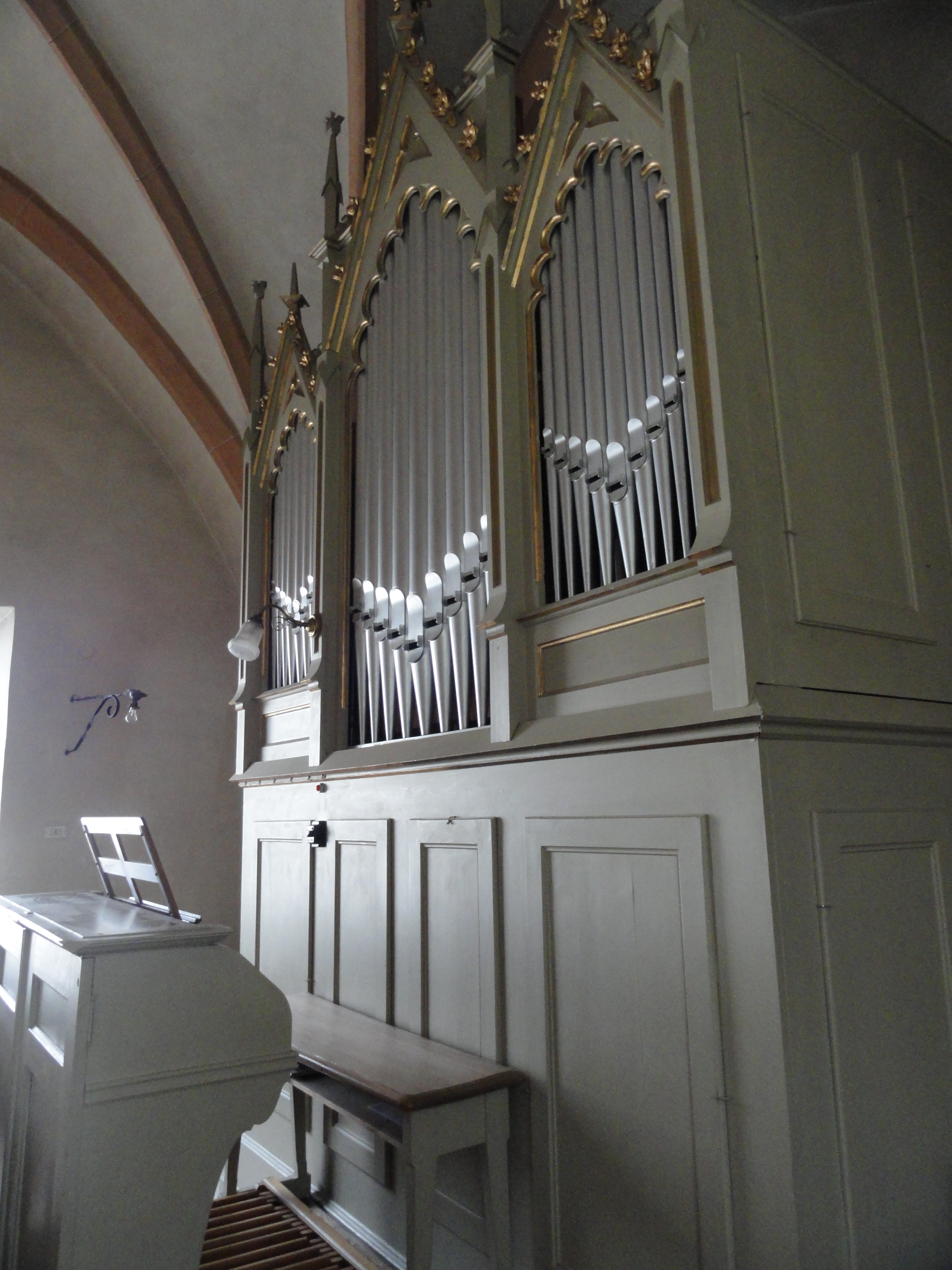
Behmann-Orgel von 1905
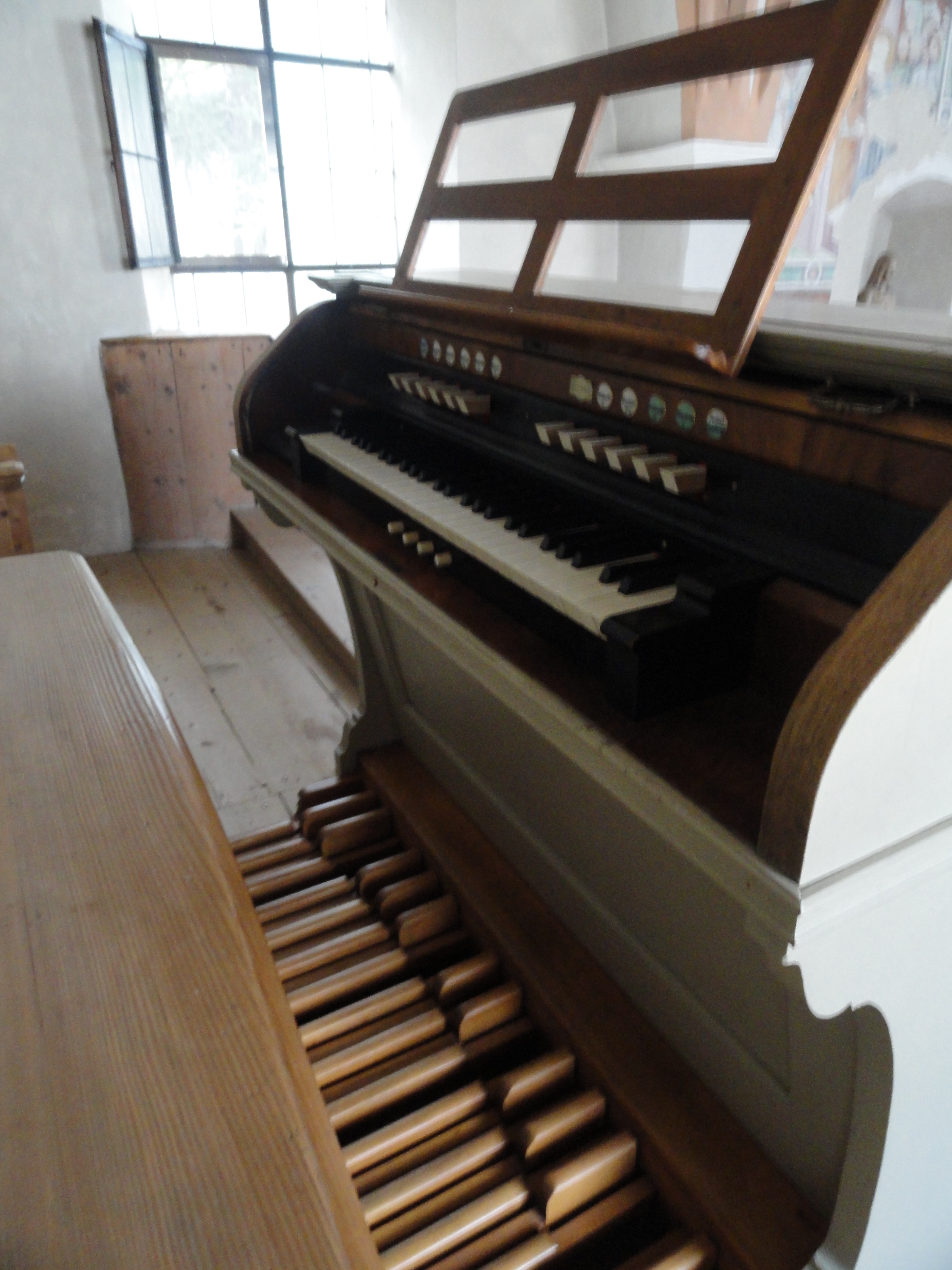
Spieltisch der Behmann-Orgel
- aus: Morceaux religieux von Charles Gounod, No. 7, gespielt von Stephan Wenzel
- aus: Morceaux religieux von Charles Gounod, No. 4, gespielt von Stephan Wenzel

## Pröpste
- Heinrich I., 1143–1164; Rüdiger 1164
- Degenhard, 1165–1174(?)
- Konrad I., 1174(?)–1178(?)
- Konrad II. von Rodank, 1178(?)–1200
- Hermann (Herrand), 1200–1210(?)
- Ulrich I., 1210(?)–1220
- Sybottus, 1220–1225
- Heinrich II., 1225–1247
- Friedrich, 1247–1248
- Konrad III., 1248–1252
- Seyfried, 1252
- Heinrich III. von Perchheim, 1252–1276
- Ingramm, 1276–1292
- Petrus, 1292–1298
- Albertus, 1298–1314
- Berthold I., 1314–1326
- Konrad IV., 1326–1342
- Berthold II., 1342–1346
- Nikolaus I., 1346–1360
- Berthold III. Ziegler, 1360–1366
- Konrad V. Ramunkh, 1367–1379
- Nikolaus II., 1379–1412
- Berchtold IV., 1412–1419
- Heinrich IV. Millauner, 1419–1427
- Ulrich II. Weingartner, 1427–1439
- Nikolaus III. Scheyber, 1439–1449
- Kaspar Aigner, 1449–1467
- Leonhard Pacher (Waffner), 1467–1482
- Lukas von Harber von Ringelsperg, 1483–1503
- Heinrich V. Lechner, 1503–1504
- Christoph I. Nidermayr, 1504–1519
- Augustinus I. Posch, 1519–1527
- Ulrich III. Prischwitzer, 1527–1542
- Hieronymus I. Piesendorfer, 1542–1561
- Gallus Gasteiger, 1561–1569
- Augustinus II. Schabl, 1569–1581
- Adam Lang, 1581–1585
- Augustinus III. Distelfink, 1585–1589
- Jakob Fischer, 1589–1621
- Markus Hauser von Weißenstein, 1621–1665
- Hieronymus II. von Rottenpuecher, 1665–1678
- Fortunat Troyer, 1678–1707 (führt als erster auch den Titel eines Abtes)
- Augustinus IV. Pauernfeind, 1707–1721
- Alfons von Rost in Kelburg und Aufhofen, 1721–1728
- Christoph II. von Pach, 1728–1737
- Antonius Steigenberger, 1737–1767
- Leopold I. von Zanna zu Königstein, 1767–1787
- Leopold II. Erlacher, 1790–1832
- Ludwig Mair, 1832–1851
- Dominikus Irschara, 1851–1879
- Maximilian Mayr, 1879–1883
- Remigius Weißsteiner, 1883–1913
- Bernhard Haller, 1913–1931
- Ambros Giner, 1931–1965
- Konrad VI. Lechner, 1965–1969
- Chrysostomus Giner, 1969–2005
- Georg Untergaßmair, 2005–2015
- Eduard Fischnaller, seit 2015